# عبد الخالق ثروت
عبد الخالق ثروت باشا (1873-1928)، سياسي مصري، رئيس وزراء مصر في عهد الملك فؤاد الأول. تولى رئاسة الوزراء لفترتين من 1 مارس 1922 إلى 30 نوفمبر 1922، ومن 26 أبريل 1927 إلى 16 مارس 1928. كان له دور فعال في الضغط على بريطانيا حتى تصدر تصريح 28 فبراير 1922 الذي بموجبه أنهت الحماية البريطانية على مصر واعترفت بمصر دولة مستقلة ذات سيادة. أُختير وزيرا للحقانية (1919-1914)، ووزيرا للداخلية (16 مارس 1921-24 ديسمبر 1921)، وزيرا للخارجية (7 يونيو 1926-18 أبريل 1927)، كما كان أول مصري مدعي عام (1912-1908).
ولد ثروت في درب الجماميز بالقاهرة عام 1873، والده إسماعيل عبد الخالق كان روزنامجي مصر (أي وزير المالية). حصل ثروت على ليسانس الحقوق من مدرسة الحقوق الخديوية عام 1893، وتدرج في وظائف وزارة الحقانية لمدة 19 عاما اُختير بعدها وزيرا للحقانية (1919-1914)
عُرف ثروت ما بين عام 1918 وحتى وفاته عام 1928 كشخصية سياسية بارزة في فترة كانت فيها مصر تناضل من أجل الحصول على استقلالها التام من بريطانيا. كان قريبا من مجموعة السياسيين مؤسسي حزب الأحرار الدستوريين (1922) برئاسة عدلي يكن باشا الذي كان ثروت زميلا سياسيا له لسنوات عديدة. تكون الحزب من كبار الإقطاعيين وأعضاء من الطبقة الوسطى المدينية وكان يتبع نهجا تدريجيا للحصول على الاستقلال. إنضم إلى الحزب سياسيون انشقوا عام 1921 عن الوفد، وهي الهيئة التي كونها سعد زغلول باشا في أواخر عام 1918 بهدف الحصول على الاستقلال التام لمصر من بريطانيا. كان سعد زعيما شعبيا يحظى على تأييد ساحق لدى الشعب المصري.
أُختير ثروت وزيرا للداخلية في وزارة عدلي الأولى (16 مارس 1921-24 ديسمبر1921) التي تشكلت لمتابعة الدعوة البريطانية لمصر لإجراء مفاوضات رسمية بهدف استبدال الحماية البريطانية لمصر بعلاقة أخرى. وقبل سفره إلى لندن، دُعي عدلي سعد للإنضمام إليه، ولكن سعد وضع شروطا رفضها عدلي، فنادى سعد بسحب الثقة من الوزارة. لم يوافق على ذلك عدد من أعضاء الوفد وغادروا الوفد، مما أدى إلى انقسامه. كان ثروت نائبا لرئيس الوزراء أثناء غياب عدلي عن مصر للمفاوضات (مفاوضات عدلي – كرزن، 1 يوليو-5 ديسمبر 1921). استقال عدلي في ديسمبر نتيجة فشل المفاوضات.  طرح ثروت شروطا، إذا قبلتها بريطانيا يكون حينئذ مستعدا لتشكيل وزارة. قبلت بريطانيا هذه الشروط ولكنها لم تكن كافية لعدلي أو سعد فلم يشكّل ثروت الوزارة. في 28 فبراير 1922، أصدرت الحكومة البريطانية تحت ضغط المندوب السامي البريطاني في مصر، فيلد مارشال إدموند اللنبي، تصريحا من جانب واحد (تصريح فبراير 1922) أعلنت فيه إنهاء حمايتها على مصر، وأن مصر أصبحت دولة مستقلة ذات سيادة، مع تحفظات أربعة جعلت الاستقلال جزئيا. عُيّن ثروت أول رئيس وزراء للمملكة المصرية في 9 مارس عام 1922، واحتفظ لنفسه بوزارتي الخارجية والداخلية. كوّن لجنة لكتابة دستور لمصر طرحه على الملك فؤاد الأول، ولكنه استقال تحت ضغط من الملك بدون أن يعلن الملك دستورا كان من شأنه أن يقلل من سلطاته.
صدر الدستور في وقت لاحق، ونتجت الانتخابات الأولى التي أُجريت بموجبه عن انتصار ساحق للوفد برئاسة سعد. أصبح سعد رئيسا للوزراء في يناير 1924 ولكنه اضطر إلى الاستقالة بعد أحد عشر شهرا إثر أزمة سياسية. إتخذ الملك بعدها سلسلة من القرارات أدت إلى فترة حكم غير دستوري للبلاد ابتداء من 18 مارس 1925. بعد أحد عشر شهرا، عقدت الأحزاب السياسية مؤتمرا سياسيا ترأسه سعد وإلى جانبيه عدلي وثروت. أدى الؤتمر إلى عودة الحكم الدستوري. عُين ثروت وزيرا للخارجية في حكومة ائتلافية يرأسها عدلي (7 يونيو 1926-18 أبريل 1927). بعد استقالة عدلي، أصبح ثروت رئيسا لوزارة إئتلافية ثانية في 26 مارس 1927، إحتفظ فيها لنفسه بوزارة الخارجية. نجح في فترة وزارته في حلّ أزمة سياسية بين مصر وبريطانيا سُميت بأزمة الجيش، كما دخل في مفاوضات مع بريطانيا (مفاوضات ثروت - تشامبرلين) حول تحفظات تصريح فبراير 1922. بينما كانت المفاوضات جارية في لندن، توفي سعد في مصر، وخلفه مصطفى النحاس في رئاسة الوفد، وكان متشددا. رفض كل من الوفد ومجلس الوزراء مشروع المعاهدة الذي قدمه ثروت فاستقال في 16 مارس 1928.
توفي ثروت في باريس في 22 سبتمبر 1928 عن عمر يناهز 55 عاما.

## نشأته وتعليمه (1893-1873)
ولد "عبد الخالق ثروت" في درب الجماميز عام 1873. والده "إسماعيل عبد الخالق" كان "روزنامجي" مصر (أي وزير المالية آنذاك). جده "عبد الخالق أفندي" كان من كبار الحكام في أوائل عهد محمد علي"، وقيل أنه يمت لأسرة محمد علي بصلة قرابة. التحق بمدرسة المعلمين وتخرج منها "الأول" عام 1888، حصل على ليسانس الحقوق من مدرسة الحقوق الخديوية عام 1893، وكان ترتيبه الأول بين الناجحين.

## عمله في القضاء (1919-1893)

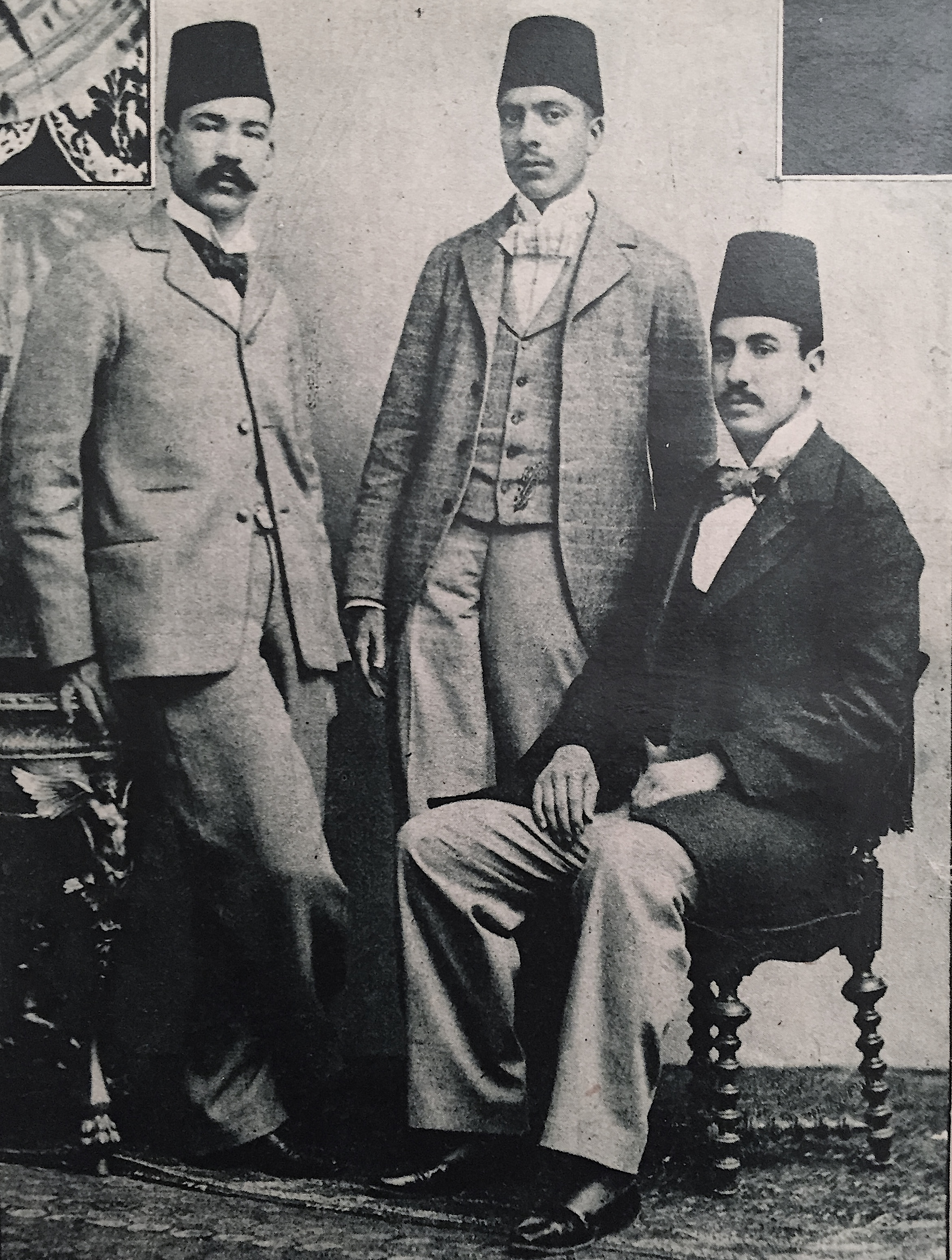
عبد الخالق ثروت (واقفا على اليسار). حوالي 1895

تم تعيين ثروت في قلم قضايا الدائرة السنية. إنتقل بعدها إلى وزارة الحقانية وترقى في مناصبها، وكان وكيلا للنيابة وقاضيا ومدعيا عاما. اختير في عام 1914 وزيرا للحقانية (5 أبريل 1914- 22 أبريل 1919) في وزارات حسين رشدي باشا المتتالية.
عينه السير جون سكوت سكرتيرا له. وكان سكوت المستشار القضائي (البريطاني) في وزارة الحقانية، الذي كان نفوذه أقوى من نفوذ الوزير المصري. ومن نتيجته حسب قول محمد حسين هيكل «كان ما استولى عليه ثروت من نفوذ ومن الثقة بحيث طوع له أن يقوم في وزارة الحقانية مقام صاحب الأمر والنهي فيها، وما يزال شابا لم يبلغ من الخامسة والعشرين من سنه». وكذلك اُختير ثروت في هذا الوقت سكرتيرا للجنة المراقبة القضائية للوزارة.

### مدعي عام (1912-1909)

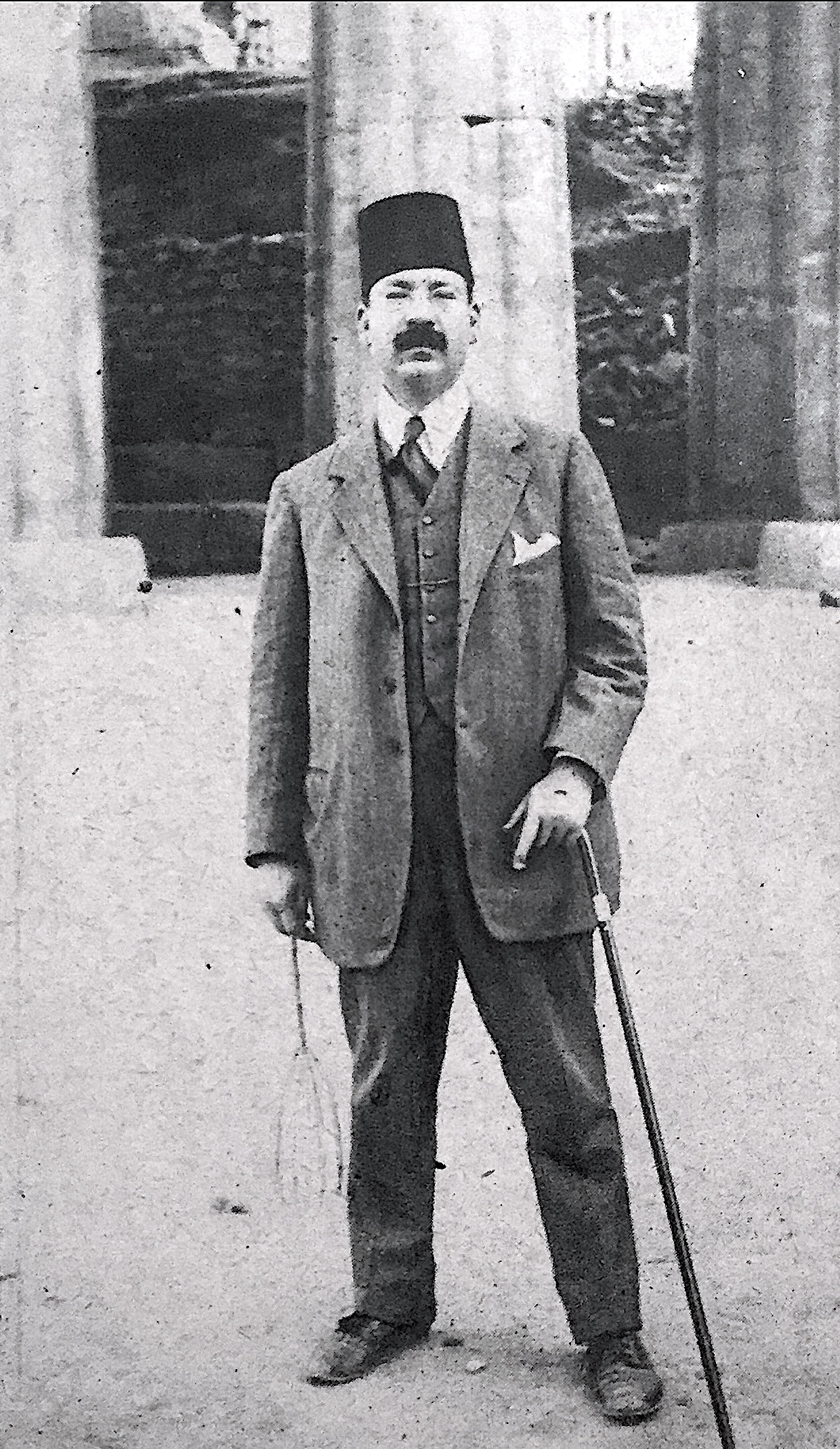
عبد الخالق ثروت في الأقصر (حوالي 1912). أثناء جولة التفتيش على نيابات الوجه القبلي.

في عام 1912 أصبح ثروت أول مدعي عام مصري منذ الاحتلال البريطاني. عُيّن في هذا المنصب بناء على ترشيح من سعد زغلول باشا وزير الحقانية آنذاك، والذي أصبح بعد سنين مناهضا سياسيا لثروت. قام سعد بترشيح ثروت بالرغم من إعتراضات الخديوي والبريطانيين وزملائه الوزراء. كانت اعتراضات الوزراء أساسها أن ثروت كان سكرتيرا لإثنين من المستشارين القضائيين البريطانيين.
عندما كان ثروت مدعيا عاما، تعرض إلى ضغوط لمحاكمة «الجريدة»، التي كان يترأسها أحمد لطفي السيد، وكانت تدافع عن الحريات الشخصية وسيادة القانون. ولكنه لم يرضخ لهذه الضغوط وجاء رده: «أن القوانين جميعا لا تبيح المحاكمة التي يطلبون، غير أن إصرارهم على المحاكمة جعلهم يشيرون إلى الاستعانة بأي قانون من القوانين غير المعمول بها في مصر، حتى القوانين الهندية»، و «أنه لا يستطيع أن يتعدى واجبه، ولهم أن يتصرف كما يشتهون».

### وزير الحقانية (1919-1914)
كان ثروت وزيرًا للحقانية (5 أبريل 1914 - 22 أبريل 1919) في وزارات متتالية يرأسها حسين رشدي باشا. استصدر ثروت قوانين وتعديلات أعطت ضمانات للمتهمين ووضعت قواعدَ للاستئناف.

## مصر في طريقها إلى تصريح فبراير 1922
كان لثروت دور فعال في الفترة التي سبقت صدور تصريح فبراير 1922. وكانت هذه الفترة فترة متوترة.

### خلفية
وقعت مصر تحت الإحتلال البريطاني عام 1882. في بداية الحرب العالمية الأولى أعلنت الحكومة البريطانية الحماية على مصر. وعند اقتراب نهاية الحرب، بدأ تأثير كل من الحرب والحماية يظهر على المناخ السياسي في كل من مصر وبريطانيا.
في مصر، تطورت الحركة الوطنية، حيث توسع دعمها من طبقة المثقفين إلى دعم شعبي، وجاء ذلك نتيجة عناء الشعب من زيادة الأسعار والتعيين الإجباري في معسكرات العمل (حوالي نصف مليون) وغيره. ومما دعم أيضا الحركة الوطنية إعلان الرئيس الأمريكي ويلسون عن حقوق الشعوب في تقرير مصيرها. وفي بريطانيا أدت الحرب إلى اهتمام الحكومة البريطانية بمصر لموقعها الاستراتيجي وفي نفس الوقت كانت تبحث عن ترتيبات جديدة للسيطرة على مصر بتكلفة والتزامات عسكرية أقل، مع ضمان طريقها إلى الهند وحماية مصالح الأجانب في مصر.
بالطبع انعكست هذه النظرات السياسية الجديدة على السياسيين في البلدين. في بريطانيا، كان على رئيس الوزراء لويد جورج أن يراعي السياسة الداخلية لبلده، وكان يساعده وزير الخارجية اللورد جورج كرزون الذي تفاوض مع الوفد المصري وأيضا الفيلد مارشال إدموند اللمبي الذي عُّين مندوبا ساميا لبريطانيا في مصر عام 1919 والذي كان له دور أساسي في إصدار بريطانيا تصريح فبراير 1922. وفي مصر أصبح سعد زغلول باشا في عام 1918 زعيما لحركة وطنية شعبية هدفها استقلال مصر وجلاء القوات البريطانية منها. وكان هناك أيضا عدلي يكن باشا وثروت وكانا معتدلين. دعما سعد في البداية ثم أصبحا في صراع مستمر معه. يرجع هذا إلى أن سعدا كان يمثل الشعب بينما كان عدلي وثروت يمثلان الطبقة الحاكمة.

### تأسيس الوفد - ثورة 1919
في يوم 13 نوفمبر 1918، بعد يومين من توقيع هدنة الحرب العالمية الأولى، إجتمع سعد الذي كان وكيل الجمعية التشريعية عام 1914، ومعه عضوين سابقين للجمعية، مع السير ريجينالد ونجيت، المندوب السامي البريطاني في مصر. دام هذا الاجتماع التاريخي ساعة، شرح فيه سعد أنه وزملائه يتحدثون باسم الأمة حيث كانوا من أعضاء الجمعية التشريعية، ثم قال سعد: «متى تساعدنا إنجلترا على استقلالنا التام، فإننا نعطيها ضمانة معقولة على عدم تمكين أي دولة من إستقلالنا والمساس بمصلحة إنجلترا فإننا نعطيها ضمانة في طريقها للهند وهي قناة السويس، بأن نجعل لها دون غيرها حق إحتلالها عند الإقتضاء، بل نحالفها على غيرها ونقدم لها عند الإقتضاء ما تستلزمه المحالفة من الجنود». وقال أيضا: «وإننا نتكلم بهذه المطالب هنا معك بصفتك مشخصا لهذه الدولة العظيمة ولا نلجأ هنا لسواك ولا في الخارج لغير الدولة الإنجليزية ونطلب منك بصفتك عارفا لمصر مطلعا على أحوالها أن تساعدنا للحصول على هذه المطالب».
«كان سعد باشا وصاحباه على إتفاق مع حسين رشدي باشا [رئيس الوزراء] على هذه المقابلة قبل حدوثها وقد قابلوه بعدها مباشرة، […] فأفضوا إليه بما دار من حديث مع السير ونجيت، وكان مؤيدا لهم في مسعاهم ومطمئنا لهم بأن الوزارة ستشدد أزرهم وتقف في صفهم». وبعد ذلك قابل رشدي المندوب السامي، وفي حديثه معه علم أن المندوب السامي دهش أن ثلاثة رجال يتحدثون عن أمور أمة باسرها، فأبلغ رشدي هذا لسعد وشجعه في المضي في سبيله.
وتدافعت الأحداث بعدها سريعا. ففي نفس يوم إجتماعه مع المندوب السامي، 19 نوفمبر 1918، إجتمع سعد مع بعض زملائه وأسسوا هيئة الوفد المصري ووضعوا لها في 23 نوفمبر قانونا صدق عليه الأعضاء، جاء في مادته الثانية «أن مهمة الوفد هي السعي بالطرق السلمية المشروعة حيث ما وجد للسعي سبيلا في استقلال مصر إستقلالا تاما». ثم سعى الوفد، رغم إعتراضات السلطات البريطانية، إلى جمع التوكيلات من مختلف أركان البلاد وأوساطه الاجتماعية وتمكن من زيادة عدد أعضائه. في 20 نوفمبر، طلب سعد من السلطات العسكرية البريطانية تصريحات للسفر إلى بريطانيا له ولعدد من أعضاء الوفد، وتلقى في 1 ديسمبر ردا سلبيا من المندوب السامي بعد اطلاع الأخير على رأي حكومته.
من جانبه، طلب رشدي من المندوب السامي تصريحات للسفر إلى لندن لنفسه ولكل من عدلي، وزير الخارجية، وسعد للتباحث مع الحكومة البريطانية بشأن مستقبل مصر. وفي حين أن المندوب السامي كان مؤيدا لهذا الطلب، رد بعد تعليمات من لندن، بأنه سفر رشدي وعدلي غير مناسب في هذا الوقت، وأن سفر سعد مرفوض. فكان رد فعل رشدي هو تقديم استقالة وزارته للسلطان في اليوم التالي، 2 ديسمبر 1918، مسببا الاستقالة بعدم الموافقة على سفر الوفد. لم يقبل السلطان الاستقالة إلا بعد ثلاثة شهور، في 1 مارس /1919 بعد استقالة رشدي، عرض على ثروت، الذي كان وزير الحقانية في الحكومة المستقيلة، أن يتولى رئاسة الوزارة على أمل أن يستطيع إقناع سعد على العدول عن مشروع سفره إلى لندن. رفض ثروت العرض، رغم أن قيل له أن هذا الرفض سيقف في طريقه إلى رئاسة الوزراء في المستقبل. وقد قام سعد بزيارة ثروت في منزله لتهنئته على موقفه.
بدأ سعد في غضون إجتماعه مع المندوب الثاني وتشكيل الوفد حملة من الإحتجاجات العلنية. بعد منعه من السفر، أعلن إحتجاجه على ذلك لدى بعض مفوضيات الدول الأجنبية في مصر، كما أرسل ثلاثة برقيات إلى الرئيس الأمريكي ويلسون. وكان كل ذلك خرقا لوعده للمندوب السامي بالتحدث مع بريطانيا فقط. وهنا «اعتبرت السلطات البريطانية نشاطات سعد خطرا على الأمن العام»، وفي 6 مارس وجه قائد القوات البريطانية في مصر إلى سعد إنذارا. وبعدها يومين، في 8 مارس، ألقت القوات البريطانية القبض عليه وثلاثة من رفاقه في القاهرة، وتم نفيهم إلى مالطا. في اليوم التالي، 9 مارس، بدأت ثورة 1919، التي تعتبر حدثا هاما في تاريخ مصر الحديث. استمرت الثورة إلى نهاية عام 1919، وامتدت إلى جميع أنحاء البلاد. أسفرت عن عدد كبير من القتلى (أكثر من ألف قتيل حسب السلطات البريطانية)، وعن تدمير عدد كبير من المنشآت وتعطيل الحياة العامة، وامتدت حيثيات هذه الثورة إلى نهاية العشرينات من القرن.
كانت إحدى النتائج المباشرة للثورة إطلاق سراح سعد من منفاه في 21 مارس 1919 . كان هذا من أوائل قرارات المندوب السامي البريطاني الجديد الفيلد مارشال إدموند اللنبي، الذي قرر أيضا السماح لجميع المصريين، بما فيهم أعضاء الوفد، بالسفر إلى الخارج. لم يعود سعد إلى مصر (لمدة عامين) ولكنه سافر إلى باريس لحضور مؤتمر السلام حيث انضم إليه في 19 أبريل أعضاء من الوفد قادمين من القاهرة. لم يستطيع سعد تحقيق الكثير في باريس بسسب اعتراف الرئيس الأمريكي بالحماية البريطانية على مصر ونشر معاهدة الهدنة التي بموجبها انتقلت سلطة تركيا على مصر إلى بريطانيا، مما أجبر ألمانيا على الاعتراف بالحماية البريطانية على مصر. كان نتيجة ذلك أن تركيز الوفد تغير من محاولة الحصول على إعتراف دولي بإستقلال مصر إلى العمل الوطني داخل مصر.

### لجنة ملنر
من نتائج ثورة 1919 إعلان الحكومة البريطانية في 15 مايو تكوين لجنة تتوجه إلى مصر بهدف «التحقيق في أسباب الإضطرابات الأخيرة في مصر وإصدار تقرير عن […] نظام دستوري، في ظل الحماية البريطانية، يحقق السلام والازدهار». ترأس لجنة ملنر وزير المستعمرات، ألفرد ملنر، الذي مكثت في مصر حوالي ثلاثة أشهر (6 ديسمبر 1919- 18 مارس 1920). قوبلت اللجنة منذ وصولها، بمقاطعة غالبية المصريين، بما فيهم الوفد، حيث كان الإحتفاظ بالحماية غير مقبول.
تراجعت اللجنة بعد ثلاثة أسابيع من وصولها، حيث أصدرت في 29 ديسمبر 1919 بلاغا يقر أن «اللجنة أرسلت من قبل الحكومة البريطانية وبموافقة البرلمان للتوفيق بين تطلعات الشعب المصري والمصالح الخاصة لبريطانيا في مصر مع الحفاظ على الحقوق المشروعة لجميع الأجانب المقيمين في البلاد». كان هذا البلاغ منافيا لهدف اللجنة المعلن سابقا، وقد تم إصداره نتيجة مقاطعة اللجنة. وقد ساعد هذا البلاغ الوزراء السابقين الثلاثة عدلي ورشدي وثروت في محادثاتهم مع اللجنة، حيث كانوا يشيرون للجنة أهمية التوافق مع الوفد. في رسالة لاحقة من باريس لسعد إلى عبد الرحمن فهمي بتاريخ 26 يناير 1920 «أظهر سعد رضاه عن هذه المحادثات بعد الاطلاع عليها ووصفها بأنها» ملآنة سدادا وغيرة على مصلحة البلاد"". عقب إصدار اللجنة بلاغها أخذ ثلاثي الوزراء السابقين يروجون له. فصرح ثروت لإحدى الصحف: «إننا نعتبر أن بلاغ اللورد ملنر قد فتح أمامنا بابا كان موصدا حتى الآن […] إن إعلان اللورد ملنر صريح حيث أعلن بكل جلاء أن المفاوضات ستكون بلا قيد». ثم صرح ثروت بأن رأيه ورأي عدلي هو: «أن الدخول في مفاوضات مع اللجنة لا يمكن أن يؤول، بأي حال من الأحوال، بأنه تنازل عن مطالب الأمة وأن بلاغ اللورد ملنر في هذه النقطة صريح جلي». ولم تؤيد اللجنة المركزية للوفد آراء ثلاثي الوزراء السابقين بل عبرت عن شرطها للمفاوضات وهو أن يتضمن البلاغ «الاعتراف باستقلال مصر التام». ولن يتمسك سعد بهذا الشرط.
أعقب ذلك مداولات متعددة بين ثلاثة أطراف: اللورد ملنر، لجنة الوفد المركزية وثلاثي الوزراء السابقين. وصل إلى سعد في باريس تقريرين، أحدهما من ثلاثي الوزراء السابقين يحثه على العودة إلى مصر لإجراء مفاوضات مع اللجنة، والآخر من لجنة الوفد المركزية يحثه على عدم العودة «إلا بعد الاعتراف بالاستقلال التام». ورفض سعد اقتراح العودة في برقية إلى عدلي في 15 يناير 1920، كما رفض أيضا في كتاب إلى اللجنة المركزية إقتراحها بعدم فتح باب المفاوضات إلا بعد الإعتراف بالإستقلال التام. توصل ملنر «بصفة قاطعة إلى أن مصر لن تتفاوض مع الإنجليز إلا عن طريق سعد»، فدعا سعد إلى لندن. وصل عدلي إلى باريس في 22 أبريل لتبادل الرأي مع سعد. في مايو وبعد عدة مداولات، دعت لجنة ملنر الوفد رسميا لإجراء محادثات معه في لندن (حيث أن الدعوة قبل ذلك كانت لسعد فقط)، وانضم عدلي إلى المجموعة.
استمرت المفاوضات بين الوفد ولجنة ملنر (مفاوضات سعد - ملنر) خمسة أشهر (يونيو - نوفمبر 1920). قدمت خلالها بريطانيا مشروع معاهدة أغفل نصه إلغاء الحماية، وقدم سعد مشروعا ينص على إلغاء الحماية. كاد هذا الاختلاف الجوهري أن ينهي المفاوضات لولا تدخل عدلي الذي واصل المفاوضات بدون سعد لمدة ثلاثة أسابيع إبتداء من 25 يوليو. أدت هذه المفاوضات إلى مشروع نهائي قدمته بريطانيا إلى سعد في 10 أغسطس. نص هذا المشروع على «إعتراف بريطانيا باستقلال مصر كدولة ملكية دستورية ذات هيئات نيابية، كما نص على أن وجود القوة العسكرية البريطانية في الأراضي المصرية لا يعتبر بأي حال من الأحوال إحتلالا عسكريا للبلاد». «ولم ينص المشروع على سقوط الحماية بنص صريح»، وأيضا سلب مصر حقوقا أكسبها إياها المشروع الأول. لم يرضى سعد بهذا المشروع ولكن إنقسام الوفد تجاه المشروع، حيث كان عدلي وأنصاره موافقين على المشروع النهائي، منعه من رفضه، فقرر إرساله إلى مصر لإستشارة الأمة فيه. أرسل سعد مع المشروع بيانا متوازنا إلى الأمة على محتواه، ولكنه في الحقيقة لم يكن راضيا عنه كما عبر عن ذلك في رسالة إلى ثلاثة من أعضاء الوفد في مصر: «لأنه (وأريد أن يكون الأمر بيني وبينكم) مشروع ظاهره الاستقلال والإعتراف به، وباطنة الحماية وتقريرها». غير أن «أعضاء الوفد [المسافرين مع سعد] في الجملة، لم يكونوا شارحين لقواعد المشروع فحسب، بل كانوا محبذين ومؤيدين لها في مجموعها»، إلا أن إستشارة الأمة التي دامت شهرا أسفرت عن وجود تحفظات على المشروع كان إبداء بعضها رفضا للمشروع. إستكملت المحادثات في لندن خلال شهر أكتوبر وقدم الوفد إلى ملنر في 25 أكتوبر 1920 سبعة تحفظات على المشروع أولها وأهمها هو «إلغاء الحماية صراحة». وبعد مداولات طويلة في مجلس النواب البريطاني، إجتمع ملنر بسعد في 9 نوفمبر 1920 وأخبره أنه لا يمكن الحصول على تنازلات أخرى من بريطانيا. إنقطعت المحادثات في نفس اليوم وعاد الوفد إلى باريس في اليوم التالي. وفي باريس إتسعت هوة الخلاف داخل الوفد وأصبح الخلاف معروفا ولكن غير علني. كان عدلي وأنصاره يحبذون الاستمرار في المفاوضات، إلا أن سعد كان يحبذ العودة إلى مصر وتركيز الوفد على تنظيم ثورة الأمة. وكان فشل المفاوضات مع ملنر نقطة تحول لسعد الذي كان حتى ذلك الوقت معتدلا في آرائه وأفكاره، فأصبح بعدها فاقدا لأمل أن تكون المحادثات وسيلة لحل القضية المصرية، «ولم يعد إمامه إلى العودة إلى مصر لقيادة الحركة الوطنية فيها».
قدم ملنر تقرير لجنته إلى حكومته في 9 ديسمبر /1920، ذكر فيه أن «الوقت مناسب لإقامة علاقات بين بريطانيا العظمى ومصر على أساس معاهدة دائمة تعطي مصر استقلالها». وتم نشر التقرير في 18 فبراير 1921.

### إنقسام الوفد
في 26 فبراير 1921، أبلغت الحكومة البريطانية (حكومة لويد جورج) فؤاد الأول، سلطان مصر، «إن حكومة جلالته بعد دراسة المقترحات التي قدمها الورد ملنر، إستنتجت أن نظام الحماية له ليس علاقة مرضية تبقي فيها مصر تجاه بريطانيا»، ودعت مصر إلى الدخول في مفاوضات رسمية بهدف استبدال الحماية بعلاقة أخرى. «كان هذا التبليغ أهم تصريح سياسي أعلنته إنجلترا إلى مصر بعد إعلانها الحماية عليها» في عام 1914. وعلى أثره طلب السلطان من عدلي  في 17 مارس 1921 تكوين وزارة (وزارة عدلي الأولى) هدفها الدخول في هذه المفاوضات ، وعُين ثروت وزيرا للداخلية في هذه الوزارة.
كان سعد آنذاك في باريس، حيث مكث خارج مصر منذ أن ترك منفاه في مالطا قبل عامين. دعاه عدلي للإشتراك مع الوزارة في مفاوضاتها في لندن. أرسل سعد من مقر إقامته في باريس أربعة شروط لمشاركته، ولم تكن هذه الشروط مقبولة من عدلي، خاصة شرط أن يكون للوفد أغلبية المفاوضين وأن تكون له الرئاسة. «عاد سعد من باريس في 5 مارس 1921 لتستقبله الأمة استقبالا لم يتح - فيما يرويه جميع الكتاب والمؤرخين - لفاتح من الفاتحين أو ملك من الملوك في أي عصر من العصور في مصر». وفي 25 أبريل، صرح عدلي في حديث له لجريدة الأهرام رفضه لشروط سعد. في مساء نفس اليوم، في خطبة شهيرة له، أعلن سعد عدم ثقته في الوزارة. وبعدها بثلاثة أيام أصر في اجتماع له مع أعضاء الوفد على أن يسحب الوفد ثقته من الوزارة، وذلك على الرغم من إعتراض أغلبية أعضائه على هذه الفكرة. وعليه قامت مجموعة من الأعضاء بترك الحزب، فتم إنقسام الوفد رسميا. إندلعت الفوضى والعنف في البلاد: في 20 مايو تم إحراق مركزين للشرطة، وقتل 58 شخصا في الإسكندرية من بينهم 15 أوروبيين، وتدخل جيش الاحتلال وتولى إدارة المدينة.

### ثروت وزير الداخلية (1921)
في 1 يوليو 1921 غادر وفد رسمى القاهرة إلى لندن برئاسة رئيس الوزراء عدلي (بدون مشاركة سعد) لإجراء مفاوضات مع اللورد جورج كرزون وزير الخارجية البريطاني في حكومة لويد جورج (مفاوضات عدلي - كرزون). استمرت المفاوضات عدة أشهر كان خلالها ثروت وزير الداخلية ورئيس الوزراء بالنيابة. وعلى الرغم من أن إضطرابات الإسكندرية حدثت وهو وزير الداخلية، نجح ثروت في الحفاظ على الأمن أثناء محادثات عدلي كما نجح في منع أي إضطرابات من عرقلة سير المحادثات.
حاول ثروت بدون جدوى منع زيارات سعد للأقاليم الذي كان يشن فيها حملة رهيبة على عدلي باشا وعلى الوزارة البريطانية. عندما علم ثروت بأن أربعة من أعضاء البرلمان البريطاني من حزب العمال المعارض ينوون المجيء إلى مصر ومشاركة سعد في زياراته للأقاليم، طلب من المندوب السامي البريطاني إيقاف هذه الزيارة، ولكن هذا الطلب باء بالفشل. كما طلب ثروت أيضا تدخل السلطة العسكرية البريطانية على أساس الأحكام العرفية في موضوع ضد رئيس الحزب الوطني.

### مفاوضات عدلي – كرزون
في 10 نوفمبر 1921، قدم كرزون لعدلي مشروع معاهدة. إجابة عليه قدم عدلي مذكرة في 15 نوفمبر 1921 ختمها بأن المشروع لا يسمح بأي مجال للوصول إلى اتفاق. رحل عدلي من لندن ووصل إلى الإسكندرية في 5 ديسمبر 1921. «إنهارت المحادثات أساسا لسببين: المحافظة على قوة عسكرية بريطانية في مصر والسيطرة على السياسة الخارجية».
كانت لدى السلطات البريطانية في مصر وجهة نظرها في المحادثات. ففي 16 نوفمبر أعد المستشارون البريطانيون مذكرة مشتركة أكدوا فيها لحكومتهم أن «كل قرار لا يسلم بمبدأ استقلال مصر ويستبقي الحماية، يجر لا محالة إلى خطر جدي من نشوب ثورة في البلاد جميعها». وأرسل اللنبي المذكرة إلى اللورد كرزون مع تأييده لمحتواها. في نفس يوم وصول عدلي إلى القاهرة، في 6 نوفمبر 1921، أرسل اللنبي إلى كرزون برقية يسأله فيها إذا كان مستعدا «أن أبلغ السلطان أن حكومة جلالة الملك مستعدة أن تنفذ […] الإقتراحات الرئيسية الواردة في المشروع التي تضمنه مشروع المعاهدة، وأن تمده بهذه الاقتراحات كبرنامج لوزارة جديدة، أو للحاضرة إن ظلت في مناصبها؟ إني أقدر تماما أن العمل الذي أشير به من شأنه أن يضطر حكومة جلالة الملك إلى إنهاء الحماية بتصريح من جانب واحد». وكان هذا تمهيدا لتصريح فبراير 1922.

### استقالة عدلي ونفي زغلول
قدم عدلي إستقالته في 8 ديسمبر 1921، ثلاثة أيام بعد بوصوله إلى القاهرة. لم يقبل السلطان فؤاد الاستقالة وطلب منه البقاء في منصبه حتى تشكيل وزارة جديدة. أدى فشل مهمة عدلي إلى نشوب أعمال شغب في البلاد. في اليوم السابق على تقديم عدلي إستقالته نشر سعد نداء إلى الأمة دعاها إلى مواصلة القتال. ردا على استمرار نشاط سعد، أنذرته السلطة العسكرية البريطانية في 22 ديسمبر بعدم إلقاء خطب وعدم حضور الإجتمعات العامة أو الكتابة في الصحف أو المشاركة الفعلية في الشؤون السياسية، وأمرته بمغادرة القاهرة، والإقامة في الريف. فردّ سعد في نفس اليوم«للقوة أن تفعل بنا ما تشاء». في اليوم التالي، قبضت السلطات البريطانية على سعد وجمدت حسابه المصرفي وحساب الوفد وكذلك حسابات شخصيات مهمة في الوفد. وفي نفس هذا اليوم، استقال عدلي مرة أخرى لتفادي مسؤولية القبض على سعد، وطلب من السلطان قبول الاستقالة التي قدمها إليه قبل أسبوعين. وبالفعل قبلها السلطان في اليوم التالي 24 ديسمبر 1921. بعد أيام قليلة، قررت السلطات البريطانية نفي سعد (للمرة الثانية) مع خمسة من زملائه. وغادروا مصر إلى جزر السيشيل في 29 ديسمبر 1921. أدى نفى سعد إلى إعادة توحيد الوفد، وتنظيم حملات مقاطعة وعدم تعاون مع البريطانيين والمصالح البريطانية في مصر، كما اندلعت موجة من أعمال العنف والاغتيالات في أنحاء البلاد. 

### شروط ثروت لتشكيل وزارة
بعد استقالة عدلي، أعلن ثروت، في 11 ديسمبر، أنه مستعد لتشكيل وزارة إذا قبلت بريطانيا إحدى عشر شرطا، منها إلغاء الحماية والإعتراف بإستقلال مصر، وإعادة تكوين وزارة الخارجية. إنتقد الوفد هذه الشروط لأنها لم تشمل جلاء القوات البريطانية عن مصر. ورغم قبول بريطانيا هذه الشروط في 15 ديسمبر، لم يتمكن ثروت من تكوين الوزارة، حيث امتنع عدلي عن دعمه مؤكدا أن شروط ثروت «لم تكن كافية».
كان ثروت في مسعاه هذا يحظى تأييد المندوب السامي البريطاني اللنبي الذي كان يضغط على حكومته لتقديم تنازلات. ففي 12 يناير 1922، أرسل اللنبي إلى وزير الخارجية البريطاني كرزون مسودة رسالة أوصى حكومته إرسالها إلى السلطان «لإبلاغه أن حكومة جلالة الملك مستعدة بدون إنتظار لإجراء معاهدة لإلغاء الحماية والإعتراف بإستقلال مصر السيادي وأنها ستنظر» بعين العطف«إلى إنشاء برلمان له الحق في السيطرة على» سياسة وإدارة حكومة ذات مسؤولية دستورية"". أوضح طرد اللنبي المحتوي على مسودة الرسالة أن «المسودة نتيجة مفاوضات مطولة مع ثروت باشا ومؤيديه الأقرباء. لقد كانوا، من جانبهم، على اتصال بدائرة أوسع، وكان عدلي باشا على إتصال وثيق، وقدم مساعدة قيمة ونزيهة».
وعندما لم يتلقى اللنبي ردا سريعا على رسالته، أرسل إلى كرزون رسالة أخرى بعد أسبوعين تضمنت تهديدا بالإستقالة «إذا تم رفض النصيحة التي قدمتها فلا يمكنني البقاء بشرف، لذلك أتوسل تقديم إستقالتي إلى جلالة الملك مع التعبير عن تواضعي». وعليه فقد تم إستدعائه إلى لندن ليشرح موقفه لكرزون، وقد سافر من القاهرة في 3 فبراير برفقة إثنين من مستشاريه. وفي لندن، مع إستقالته المحتملة التي ما زالت تلوح في الأفق، تمكن اللنبي من الحصول على دعم رئيس الوزراء لويد جورج، على الرغم من معارضة وزير الخارجية كرزون. وافق مجلس الوزراء البريطاني في 17 فبراير 1922 على إنهاء الحماية البريطانية على مصر. وبعد 11 يوما، وصل اللنبي إلى القاهرة حاملا معه الإعلان البريطاني لإستقلال مصر، وهو ما عرف بتصريح 28 فبراير 1922.

### تصريح 28 فبراير 1922
جاءت نصوص تصريح 22 فبراير 1922 كالآتي:
"بما أن حكومة جلالة الملك عملا بنواياها التي جاهرت بها. ترغب في الحال في الاعتراف بمصر دولة مستقلة ذات سيادة؛ وبما أن للعلاقات بين حكومة جلالة الملك وبين مصر، أهمية جوهرية للامبراطورية البريطانية؛ فبموجب هذا تعلن المبادئ الآتية:
1.    انتهت الحماية البريطانية على مصر. وتكون مصر دولة مستقلة ذات سيادة.
2.    حالما تصدر حكومة عظمة السلطان قانون تضمينات (إقرار الإجراءات التي اتخذت باسم السلطة العسكرية) نافذ الفعل على جميع ساكني مصر تلغى الأحكام العرفية التي أعلنت في 2 نوفمبر سنة 1914.
3.    إلى أن يحين الوقت الذي يتسنى فيه إبرام اتفاقات بين حكومة جلالة الملك، وبين الحكومة المصرية فيما يتعلق بالأمور الآتي بيانها، وذلك بمفاوضات ودية غير مقيدة بين الفريقين. تحتفظ حكومة جلالة الملك بصورة مطلقة بتولي هذه الأمور وهي:
·       (أ) تأمين مواصلات الامبراطورية البريطانية في مصر.
·       (ب) الدفاع عن مصر من كل اعتداء أو تداخل أجنبي بالذات أو بالواسطة.
·       (ج) حماية المصالح الأجنبية في مصر وحماية الأقليات.
·       (د) السودان .
وحتى تبرم هذه الاتفاقات تبقى الحالة فيما يتعلق بهذه الأمور على ما هي عليه الآن."

## وزارة ثروت الأولى (1922)

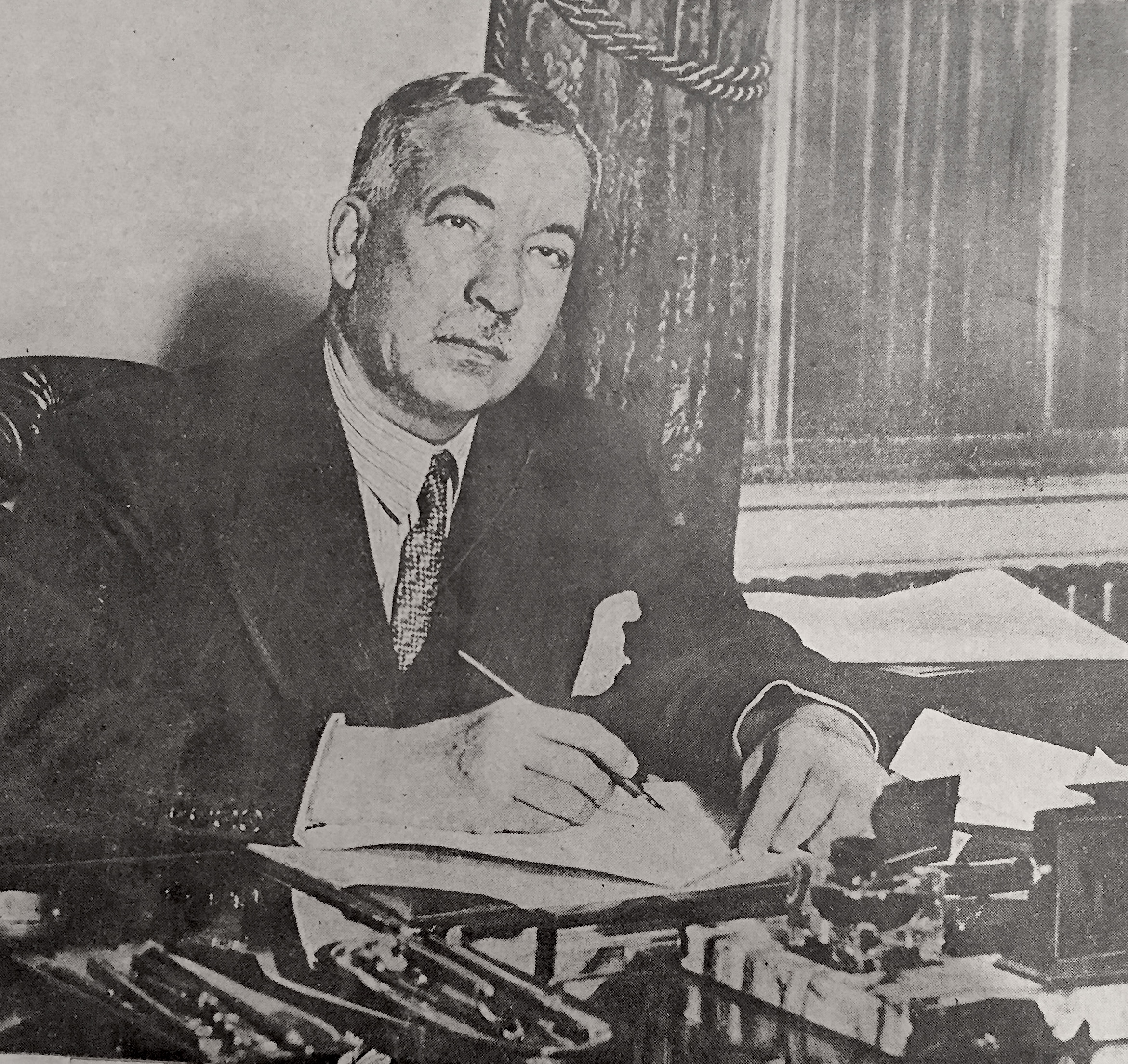
ثروت في مكتبه في المفوضية المصرية بلندن (1927)

في 1 مارس 1922 طلب السلطان من عبد الخالق ثروت تشكيل وزارة. أوضح ثروت في جوابه للسلطان، الذي أرسله في نفس اليوم، برنامج وزارته: «إعداد مشروع دستور وفقا لمبادئ القانون العام الحديث وسيقرر هذا الدستور مبدأ المسؤولية الوزارية ويكون بذلك للهيئة النيابية حق الأشراف على العمل السياسي المقبل. وغني عن البيان أن إنفاذ هذا الدستور يقتضي إلغاء الأحكام العرفية وأنه على أي حال يجب أن تجري الإنتخابات في أحوال عادية وفي ظل نظام تمتنع معه جميع التدابير الاستثنائية […] وأن إعادة منصب وزير الخارجية سيعين على العمل لتحقيق التمثيل السياسي والقنصلي لمصر في الخارج». وعدد الجواب أسماء الوزراء الثمانية المكونين مجلس الوزراء واحتفظ ثروت لنفسه بوزارة الخارجية.
وبعدها بإسبوعين، في 15 مارس 1922، أعلن السلطان رسميا استقلال مصر واتخذ لقب «صاحب الجلالة ملك مصر». من الناحية العملية، أعادت وزارة ثروت تشكيل وزارة الخارجية التي ألغيت مع الحماية  (1922-1914) وأبطلت تعطيل مصالح الحكومة يوم عيد جلوس ملك بريطانيا، كما ألغت وظيفة مستشار وزارة الداخلية وكف المستشار المالي البريطاني عن حضور جلسات مجلس الوزراء، كما عينت الوزارة وكلاء مصريين لوزارات الداخلية والمالية والأشغال والزراعة والمواصلات بدلا من الوكلاء البريطانيين ووكيلا لوزارة الخارجية.
لم يلقى إعلان استقلال البلاد ترحيبا من الجماهير، «لم يثر الإعلان أي حماس شعبي، وكان موقف الزغلوليين في كل مكان هو عدم الرضا المتجهم والعداء […] كان إعلان الاستقلال يصاحبه مظاهرات غير منظمة في المدن الكبرى».

### لجنة الدستور
في 3 أبريل 1922 ألّفت وزارة ثروت لجنة لوضع مشروع دستور وقانون الإنتخاب عهدت رئاستها إلى حسين رشدي باشا. تكونت اللجنة من 30 عضوا، ومن ثم سميت "لجنة الثلاثين". كان أعضاؤها من المفكرين وذوي الرأي ورجال القانون والعلماء ورجال الدين والسياسيين المعتدلين والإعيان والتجار والماليين". قد دعي عضوين أو ثلاثة من الوفد إلى الإنضمام إلى الجنة، ولكن الوفد رفض الدعوة لسببين: أولهما قلة العدد، والثاني أن الوفد كان يطالب بانتخاب جمعية تأسيسية لوضع الدستور، رافضا العمل من خلال لجنة. ولذلك أطلق معارضو اللجنة عليها أسم "لجنة الأشقياء".
وقد استخدم مؤيدي فكرة الجمعية التأسيسية، كإحدى حججهم، وعد وزارة عدلي (1921) إسناد مسؤولية وضع دستور للبلاد إلى جمعية تأسيسية. كان ثروت آنذاك وزيرا في وزارة عدلي، ويعد ورده الجزئي على مؤيدي الجمعية التأسيسية، والذي أدلى به في خطاب له أمام لجنة الدستور في 11 أبريل 1922، نموذجا للجو السياسي العام في هذه الفترة. أوضح ثروت أن الغرض من الجمعية التأسيسية المذكورة في برنامج حكومة عدلي كان أساسا لمراجعة أي مشروع معاهدة مع بريطانيا ثم بعد ذلك وضع دستور، أما الآن فإنقلبت الأوضاع ويأتي الدستور قبل أية معاهدة حيث أن تصريح فبراير ليس معاهدة بل تصريح من طرف واحد. ثم أضاف سبب أخرى قائلا: «إن هناك أشخاصا يعملون منذ زمن على ترويج سوء الظن بالحكومة، وعلى التقليل من أهمية ما وصلت إليه البلاد، وعلى التشكيك فيما نحن مقبلون عليه، بحيث إذا اجتمعت جمعية وطنية، سادت فيها تلك الآراء والنزعات وانقلب العمل فيها إلى معارضة وتهويس وتعطيل... يخشى أن ينقلب وبالا على البلاد ذلك أنه بالرغم من أن البلاد نالت فوزا عظيما بإعلان الاستقلال واعتراف الدول به إلى أن المسألة المصرية لم تسوى بعد تسوية تامة نهائية، إذ لا يزال أمامنا مفاوضات يجب أن تمكن مصر من الوصول إلى ذروتها موفورة القوة، تامة النظام، لم تفسد عليها عوامل الشر والفوضى آمال النجاح».
سرعان ما ظهر في اللجنة إتجاهين، أحدهما «يرى أن البلاد لم تبلغ بعد من التعليم العام والثقافة البرلمانية مبلغ الدول الغربية، جديرا بها أن يكون لصاحب العرش فيها من الحقوق ما يكبح من جماح الأهواء الحزبية» والإتجاه الآخر «يرى أن تطبيق المبدأ الأساسي الذي يقوم عليه الدستور، وهو أن مصدر السلطات كلها للأمة، تطبيق لا هوادة ولا مساومة فيه». لم يحبذ الملك في أي وقت أن تصبح مصر مملكة دستورية، ومن ثم ضغط على ثروت ليمتنع من إضافة مواد للدستور تسلب من سلطاته. لكن «ثروت باشا بالرغم من إعتداله، إلى أنه كان من طراز من الرجال لا يستطيع الملك أن يقوده إلى حيث يشاء فينقاد». بالإضافة إلى أن «الملك لم يكن في أي وقت على علاقة صداقة مع ثروت باشا، الذي لم يكن اختياره كرئيس وزراء». في نهاية يوليو 1921، ساءت العلاقة بينهما إلى درجة أن «المندوب السامي [اللنبي] تدخل [لدى الملك] وأصرّ على ضرورة الوفاق مع ثروت».
شعر ثروت أن الملك بصدد إقالته، فضغط على اللجنة حتى تنجز أعمالها. في أكتوبر 1921، قدمت اللجنة مشروع دستور ومشروع قانون الانتخابات إلى رئيس الوزراء ثروت، الذي قدم مشروع الدستور إلى الملك لاستصداره، ولم يكن الملك يحبذ ذلك.

### إغتيالات ورد فعل الحكومة
وجدت مصر نفسها منذ تشكيل وزارة ثروت أمام موجة من الإغتيالات استمرت عدة أشهر، وضعت الحكومة في موقف صعب. كانت هناك أسباب عديدة لموجة الشغب هذه. كان الوفد ضد تصريح فبراير، كذلك لم يكن الشعب راضيا عنه، كما كان سعد في تلك الفترة لا يزال في منفاه. والأهم هو أن ثروث لم يكن يتمتع بشعبية، إذ كان يمثل الطبقة الحاكمة ولم يكن بالشخص الساعي لإكتساب شعبية. كانت هناك محاولة لاغتياله في 26 يناير 1922، عندما انتشرت شائعات عن تكليفه بتأليف الوزارة. ألقي القبض على سبعة متآمرين وتم محاكمتهم أمام محكمة عسكرية بريطانية، وحكم على ثلاثة منهم بالسجن ما بين سنتين وثلاثة سنوات.
وصل عدد الإغتيالات إلى سبعة بريطانيين من موظفي الحكومة المصرية، وذلك في فترة قصيرة بدأت في مارس 1922. ولم تعثر الحكومة على الجناة، مما أدى إلى إرسال إعتراض رسمي من الحكومة البريطانية إلى الحكومة المصرية عن طريق المندوب السامي: «إن الحكومة البريطانية تجد نفسها تلقاء هذه الحالة مضطرة أن تعتبر الحكومة المصرية مسؤولة عن تعويض من يقع عليه إعتداء». ومع ذلك استمرت موجة الاغتيالات حتى أغسطس، على الأقل، على الرغم من رسالة ثانية أرسلها اللنبي في 20 يوليو. ومن الجدير بالذكر، أنه «في 24 يوليو قام الوفد بخطوة خاطئة حين نشر بيانا يحث فيه مباشرة على العنف ضد الحكومة. وقد أمر اللورد اللمبي في الحال القبض على موقعي هذا البيان». وكان سعد لا يزال في المنفى آنذاك.
ردا على هذه الاغتيالات وعلى الإعتراضات البريطانية، إتخذ ثروت الذي كان وزيرا للداخلية في وزارته، عدة قرارات قمعية. فمنع الإجتماعات السياسية المناهضة للحكومة، وأغلق جريدتب الأهالي والليبرتيه نهائيا، وعطّل جريدة الأمة لمدة ثلاثة شهور وجريدة الأهرام لمدة ثلاثة أيام، كما أصدر تعليمات للصحف بعدم ذكر اسم سعد أو زملائه المنفيين في مقالاتها أو أنبائها. ولم تكن هذه القرارات مقبولة من الشعب. وما زاد الطين بلة هو قيام السلطات البريطانية باعتقال وسجن سبعة من أعضاء الوفد في 25 يوليو 1922، وعرضهم على محكمة عسكرية بريطانية بتهمة طباعة وتوزيع منشورات تحث على كراهية حكومة جلالة ملك مصر. حكمت المحكمة عليهم بالإعدام أبدلته القيادة البريطانية العامة بالحبس سبع سنوات وتغريم كل منهم 5000 جنيه، ثم أفرج عنهم في مايو 1923. والفرق واضح بين الحكم بالسجن سبع سنوات للحث على الكراهية من خلال منشورات، والحكم بالسجن ثلاث سنوات فقط لمحاولة إغتيال ثروت قبلها ببضعة أشهر.  

### تأسيس حزب الأحرار الدستوريين
تأسس حزب الأحرار الدستوريين في 30 أكتوبر 1922، وقد تألف من الأعضاء الذين تركوا الوفد في أبريل 1921، ومن معظم المخالفين لسعد. ترأس عدلي الحزب، وقال في خطاب ألقاه في جمعيته العمومية «أن النظام الدستوري هو وحده طريقة الحكم اللائقة بأمة عريقة في المدنية كأمتنا». ورآى لطفي السيد أن ينضم ثروت إلى الحزب حتى تصبح الوزارة وزارة حزب الأحرار الدستوريين. ولكن ثروت لم يكن من مؤسسي الحزب، ولم ينضم إليه في حياته، إلا أن حكومته ناصرت الحزب ووفرت له الدعم الكامل.
من أجل تفهم جذور حزب الأحرار الدستوريين، نذكر أن هيئة الوفد عند تكوينها في عام 1918، كانت معتدلة في أفكارها وأفعالها، وكان هذا طبيعيا حيث أنه معظم أعضاء الوفد كانوا ينتمون قبل الحرب العالمية الأولى إلى حزب الأمة المعتدل. جاءت الخلافات بين أعضاء الوفد تدريجيا وانتهت بمغادرة خمسة من أعضائه السبعة المؤسسين له في 16 أبريل 1921. ويعتقد بعض المؤلفين أن انشقاق الوفد لا يعود أصلا إلى إختلاف الآراء بين أعضائه (معتدلين أو متشددين) بل يعود إلى ضياع الثقة بين أعضائه الناتج عن شخصية سعد التي كان لديه حب السلطة والرغبة في إصطناعها. حيث أن الوفد كان في بدايته معتدلا في نهجه، فإن أعضائه المنشقين ظلوا معتدلين ومن ثم فإنه من الطبيعي أن يكون حزب الأحرار الدستوريين الذي أسسوه في أكتوبر 1922 حزبا معتدلا يريد العمل في إطار تصريح فبراير 1922، الذي أيدوه والذي اعترض عليه الوفد. ونظر لشعبية الوفد فليس من الغريب أن حزب الأحرار الدستوريين لم يحظى بشعبية.
الانتخابات الوشيكة، والتي ستتبع إصدار الدستور، يمكن أن تفسر سبب تأسيس حزب الأحرار الدستوري في أكتوبر 1922 بالذات. لكن السبب المباشر لهذا التوقيت هو توقع مؤسسي الحزب تنحية الملك لثروت، فسعوا إلى التحرك قبل أن يدفع الملك إلي تأسيس حزب موالي له، وكان ذلك متوقعا آنذاك.

### التقارب بين الوفد والقصر
بينما كانت العلاقات بين الملك وثروت تتدهور نتيجة إختلاف وجهات نظرهما حول الدستور، بدأ يتبلور تقارب بين القصر والوفد ضد حكومة ثروت. كان منفذ هذا التقارب هو محمد توفيق نسيم باشا، رئيس الديوان الملكي، وكان يساعده في مسعاه وزراء سابقون وأصدقاء له غير راضين عن إحتكار رشدي وعدلي وثروت الساحة السياسية غير الوفدية. من ناحية أخرى، كان الوفد يأمل أن تأليف وزارة يرأسها نسيم ويساندها الملك سوف يؤدي إلى إطلاق صراح سعد من منفاه. وقد أكد سعد في حديث له مع رويترز من منفاه ولائه للملك وأنه سيقرن خدمة الأمة بخدمة جلالته. بعدها إلتقى الملك مع القائم بأعمال رئيس الوفد الذي أصدر بعد اللقاء منشورا كثير العداء ضد وزارة ثروت.

### استقالة وزارة ثروت
تآمر الملك، الذي لم يكن يحب ثروت ولا مشروع الدستور السالب لسلطاته، لإقالة ثروت. فاستغل تقاربه مع الوفد، ومشكلة على بنود السودان في الدستور، واختلق مشكلة أمنية محرجة للحكومة لإرغام ثروت على الاستقالة.
كان القصر والوفد، كل منهما لأسبابه الخاصة، يؤيدان إدراج بندين خاصين بالسودان في الدستور، ولكن بريطانيا كانت معارضة لهذا الإدراج. «ثروت باشا كان متفاهما لإدعاء بريطانيا أن الإشارة إلى السودان ستكون في غير محلها تماما في الدستور المصري - ومن ناحية أخرى، إذا وافق على ذلك سيكون في مرمى من القصر ومن السعديين، ومن المحتمل جدا، كما اعتقد، في مرمى أصدقائه السياسيين». كانت هذه النقطة الأخيرة هي الأهم لثروت. وهكذا إستغل الملك تقاربه مع الوفد ببراعة مما أظهره في موقف وطني. «كان عدلي يدرك بالطبع أن الإشارة إلى السودان لا يمكن تبريرها ولكنه كان يناهض الزغلولين ولم يكن في وسعه إعطائهم الحق في أن ينادوه بالخائن لوطنه […] وفي النهاية، إتخذ مجرى يثبت صحة تفكير ثروت، وأعلن أنه إذا وافق رئيس الوزراء [ثروت] على أعمال البريطانيين في مسألة السودان فإن حزبه سيتوقف عن مساندته».
دبّر الملك موقفين ضد ثروت. أولهما هو خلق إشاعة، كان يعرفها غير صحيحة، أن ثروت عندما كان في أوروبا إتصل بعدوه، الخديوي السابق عباس حلمي. واتخذ هذه الإشاعة ذريعة لإخبار ثروت أنه غير مرغوب كرئيس وزراء. وثانيهما «أن القصر أعلن أن الملك سيؤدي صلاة الجمعة 30 نوفمبر 1922، في الجامع الأزهر بصحبة وزرائه، واتفق القصر مع الوفد والأزهريين بالإعتداء على أشخاص الوزراء في الجامع الأزهر عقب خروج الملك منه، وذلك لتحقير الوزارة وإسقاط هيبتها أمام النظر العام». علم ثروت بهذه الخطة سابق يوم تنفيذها فقدم استقالته مساء 29 نوفمبر 1922، وقبلها الملك بعد نصف ساعة من تقديمها وعُين نسيم باشا رئيسا للوزراء.

## مصر في الفترة ما بين وزارتي ثروت (1922-1927)

### معركة الدستور
تألفت وزارة نسيم بدون برنامج. عمل نسيم على تغيير مشروع الدستور لملائمة مصالح الملك. فشملت هذه التغيرات حذف بند ينص على أن الأمة مصدر السلطات، وجعل عدد الشيوخ المعينين مساويا لعدد الشيوخ المنتخبين، وجعل تعيين رئيس مجلس الشيوخ من حق الملك وحده من غير مشاركة الوزارة، وكذلك خوّل الملك حق حل المجلسين، ذلك بالإضافة إلى قبول الوزارة بحذف نصوص السودان تحت ضغط بريطانيا. وقد ظلت هذه التعديلات لمشروع الدستور الذي أعدته لجنة الثلاثين سرية طيلة فترة وزارة نسيم التي استقالت في 5 فبراير 1923 بعد أن ظلت في الحكم 68 يوما.
وبعد محاولة فاشلة لتأليف وزارة يرأسها عدلي، تألفت وزارة برئاسة يحيى إبراهيم باشا الذي كان وزيرا في وزارة نسيم. جاءت هذه الوزارة أيضا بدون برنامج. بدأت الوزارة في النظر إلى نصوص مشروع الدستور، وحينذاك بدأت أخبار التغييرات التي أدخلتها وزارة نسيم سريا على مشروع الدستور تتسرب،  وارتفعت أصوات معترضة منها إعتراضات أعضاء لجنة الثلاثين. أصبح حزب الأحرار الدستوريين، الذي كان من مؤسسيه بعض أعضاء لجنة الثلاثين، يقف وحيدا تقريبا في دفاعه عن الدستور الذي وضعته لجنة الثلاثين وقدمه ثروت إلى الملك. أما الوفد، فقد وجد نفسه في موقف صعب، فكان غير راغب في قبول نسخة نسيم، وفي نفس الوقت غير قادر سياسيا على مساندة لجنة الثلاثين التي ناهضها قبل بضعة شهور. إقترح رئيس الوزراء إبراهيم تأليف جمعية وطنية لإعادة كتابة مشروع الدستور، ولكن لم يكن ذلك ممكنا سياسيا. وانتهى الأمر بصدور الدستور في 19 أبريل «طبقا للمشروع التي وضعت لجنة الدستور [لجنة الثلاثين] محذوفا منه النصان الخاصان بالسودان». استقالت وزارة يحيى إبراهيم في نفس اليوم، بعد شهر ونصف فقط من تأليفها. وبعدها بأحدى عشر يوما، في 30 أبريل 1923، صدر قانون الانتخابات.

### وزارة سعد.
كانت السلطات البريطانية قد أعلنت ثلاثة أسابيع قبل صدور الدستور، في 31 مارس 1923، إطلاق صراح سعد من منفاه لأسباب صحية. سافر سعد إلى فرنسا حيث مكث فيها أكثر من ستة أشهر، ثم رجع إلى مصر في 16 سبتمبر 1923، بعد غيبة دامت أكثر من عشرين شهرا.
```
بدأت الحملة الإنتخابية بعد صدور الدستور وقانون الإنتخابات في غياب سعد، واستمرت قرابة تسعة أشهر إلى يوم الإنتخابات، 12 يناير 1924. نتجت الإنتخابات عن اكتساح لحزب الوفد، إذ فاز بتسعين في المائة من مقاعد مجلس النواب.
[
113
]
 طلب الملك من سعد، الذي كان قد عاد إلى البلاد، تأليف وزارة بصفته رئيس الحزب الفائز. وأصبح سعد في 28 يناير 1924، أول رئيس وزراء مصري يحكم تحت الدستور.
[
114
]
[
115
]
```

بعد فترة وجيزة من توليه رئاسة الوزارة في يناير 1924، قابل سعد دعوة من رامزي ماكدونالد للتفاوض مع بريطانيا. كان ماكدونالد رئيس وزراء بريطانيا، نال رئاسة الوزراء في نفس الشهر الذي أصبح فيه سعد رئيسا للوزراء. كان عضوا في حزب العمال (الأقلية) ووزارته وزارة إئتلافية. لم تدم هذه المفاوضات (مفاوضات سعد – ماكدونالد) طويلا، حيث إنقطعت بعد فترة وجيزة (سبتمبر - أكتوبر 1924) بدون الوصول إلى نتيجة، مما أضعف وضع سعد السياسي في مصر. إستغل الملك هذا الضعف لمحاولة التخلص من سعد، ولكن سعد قدم إستقالته في 15 نوفمبر 1924 قبل أن يقيله الملك. تراجع سعد عن إستقالته بعد الوصول إلى إتفاق مع الملك الذي كان تحت ضغط مظاهرات شعبية مؤيدة لسعد.
في نوفمبر 1924، يومان بعد رجوع سعد عن إستقالته، وقع حدث في غاية الأهمية على الحياة السياسية المصرية. ففي هذا اليوم، أُغتيل في القاهرة سير لي ستاك، القائد العام للجيش البريطاني المصري (السردار) والحاكم العام للسودان. أدى مقتل السردار إلى إعلان الحكومة البريطانية عن عدة مطالب من خلال إنذارين إلى الحكومة المصرية. لم يقبل سعد هذه المطالب وقدم إستقالته مرة أخرى في 23 نوفمبر 1924.

### الإنقلاب على الدستور

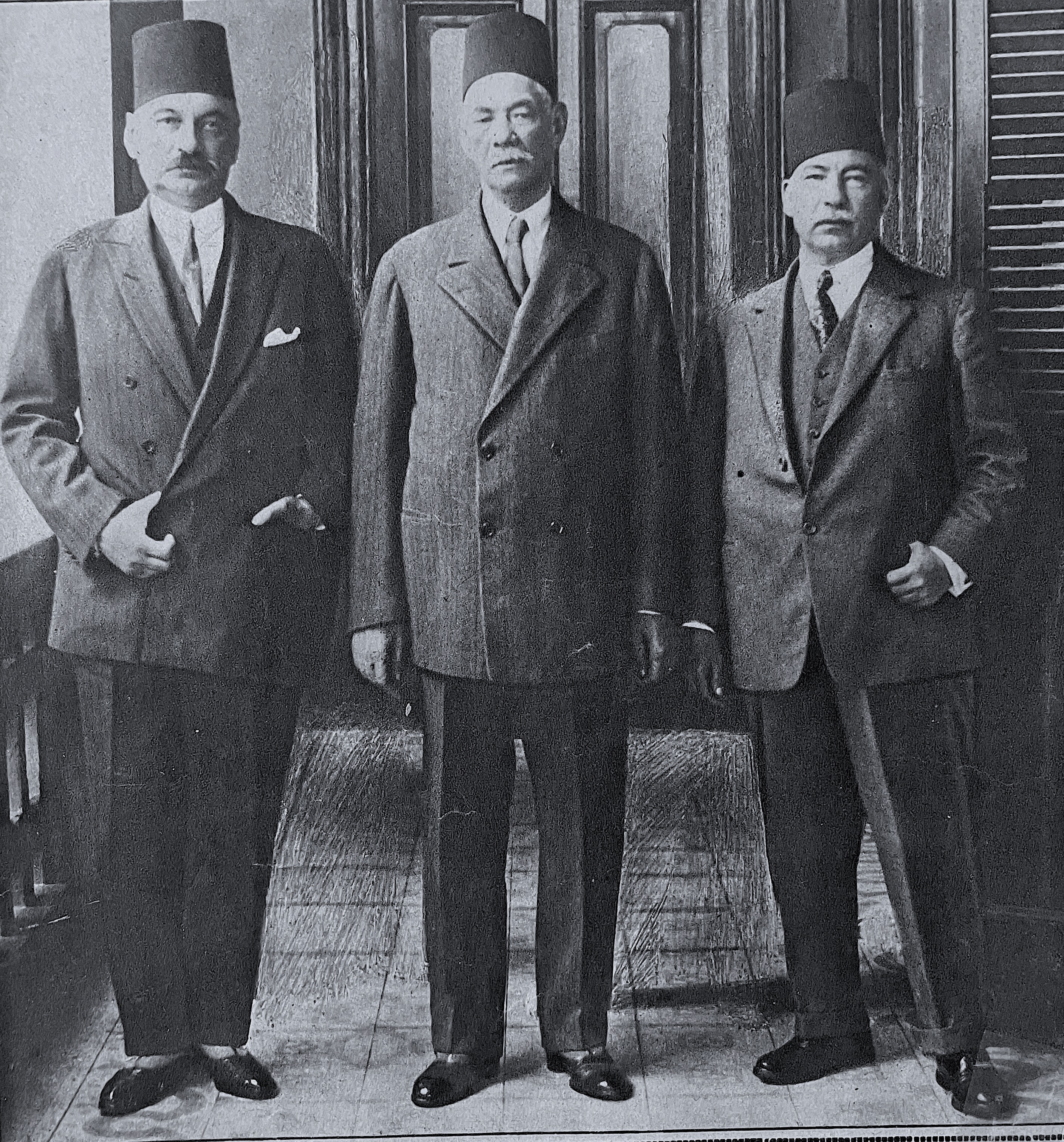
ثروت وسعد وعدلي يوم قبل اجتماع المؤتمر الوطني. (18 فبراير 1926)

في نفس يوم استقالة سعد، عيّن الملك أحمد زيور باشا رئيسا للوزراء. تحرك زيور بسرعة. ففي غضون أسبوع، وافق على المطالب التي وضعتها بريطانيا بعد مقتل السردار. و«استصدرت وزارته في 25 نوفمبر 1924 مرسوما ملكيا بتأجيل إانعقاد البرلمان شهرا». وقبل إنتهاء شهر التأجيل بيوم واحد «إستصدرت الوزارة في 24 ديسمبر 1924 مرسوما بحل مجلس النواب وتحديد يوم 6 مارس 1925 لإنعقاد المجلس الجديد».
فاز الوفد في الانتخابات 116-87. لكن على الرغم من هذه النتائج، أعلن زيور في 13 مارس 1925 أن الأحزاب غير الوفدية فازت في الإنتخابات، وكان هذا تزويرا. ثم شرع إلى إجراء مجرد تغيير وزاري. في 23 مارس 1925، خلال أول جلسة لمجلس النواب الجديد، إنتخب أعضاء المجلس سعد رئيسا للمجلس، حيث نال 123 صوتا مقابل 85 صوتا لثروت. قدم زيور إستقالته في ذات المساء، ولم يقبلها الملك بل أصدر مرسوما، بناء على توصية زيور، بحل مجلس النواب وإجراء انتخابات جديدة. وبعد ثلاثة أيام، بناء أن على توصية أخرى من زيور، قام الملك بإلغاء الإنتخابات مدعيا أن الوزارة شرعت في تعديل قانون الإنتخابات. وهكذا أصبحت مصر محكومة من خارج دستورها.
```

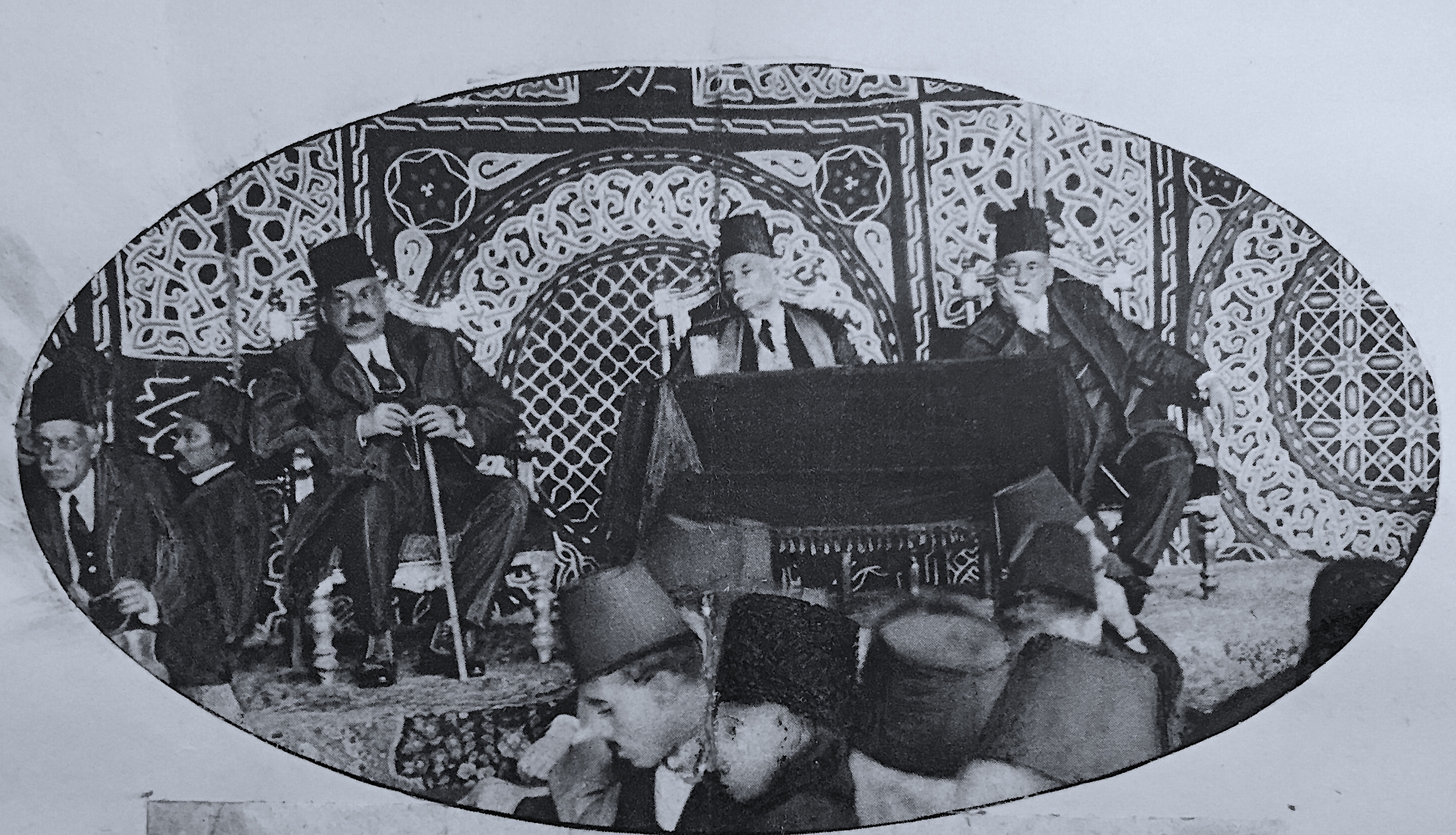
ثروت وسعد وعدلي على منصة المؤتمر الوطني. (19 فبراير 1926)

في النصف الثاني من عام 1925، إنتقلت مصر من أزمة سياسية إلى أخرى. وأدرك الوفد أن قوته السياسية مبنية على أساس شعبيته «وأن تعطيل الحياة النيابية الدستورية هو تعطيل له في الحقيقة عن ممارسة دوره».
[
131
]
 نتيجة لذلك، فاتح بعض أعضائه حزب الأحرار الدستوريين في إمكانية التوافق بين الحزبين لإرجاع الحياة الدستورية. تلي ذلك محاولة من أعضاء مجلس النواب الاجتماع في المجلس في 21 نوفمبر 1925. أحبط الملك هذه المحاولة، فاتنقل الاجتماع إلى فندق الكونتينتال.
[
132
]
 وكانت هذه إشارة واضحة لبداية عملية مصالحة وإئتلاف بين الأحزاب. تكونت في يناير 1926 لجنة تنفيذية للأحزاب المؤتلفة لتنظيم الجهود المشتركة، وذلك تدعيما للإئتلاف الذي تم بينها.
[
133
]
```

ومن هنا تدافعت الأحداث فأعلنت الأحزاب المؤتلفة مقاطعتها للإنتخابات ودعت إلى إنعقاد مؤتمر وطني. وبالفعل، إنعقد مؤتمر من أكثر من ألف شخص في 19 فبراير 1926. كان مؤتمرا تاريخيا حضره أعضاء مجلس النواب السابقين، وأعضاء المجلس الأول الذين لم ينتخبوا في المجلس الأخير، وأعضاء مجلس الشيوخ، وأعضاء مجالس إدارة الأحزاب المؤتلفة، وغيرهم. «ورأس المؤتمر سعد زغلول فجلس في صدر المنصة، وجلس بجانبيه عدلي يكن باشا وعبد الخالق ثروت باشا»(انظر الصورة). وبعد المناقشة أصدر المؤتمر قرارات من بينها دعوة الأمة إلى الدخول في الانتخابات على حسب قانون الإنتخاب المباشر (1924). إستصدرت الوزارة، تحت الضغط البريطاني، مرسوما ملكيا بإنعقاد الإنتخابات. وهكدا انتهت الأزمة الدستورية.

### عودة الحكم الدستوري

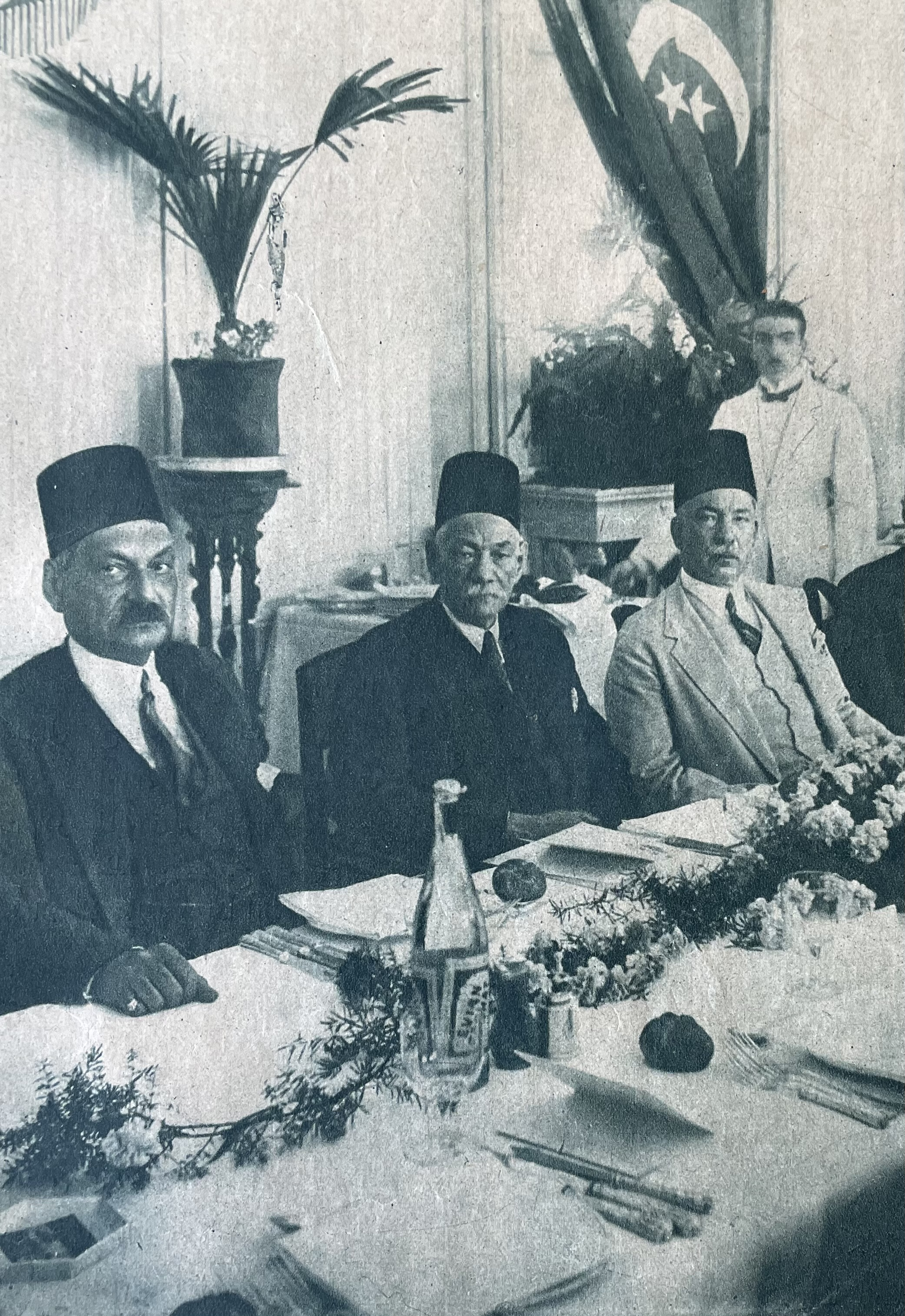
مأدبة النواب لتكريم سعد. من اليمين ثروت وسعد وعدلي. (3 يونيو 1926)

تم تحديد تاريخ الإنتخابات في 22 مايو 1926. إتفقت الأحزاب المؤتلفة على عدم التنافس وضمان مائة وستين مقعدا لحزب الوفد، وخمسة وأربعين مقعدا لحزب الأحرار الدستوريين، وثلاثة مقاعد للحزب الوطني. وعند ظهور النتيجة المتوقعة للإنتخابات، استقالت وزارة زيور مما فتح الطريق أمام وزارة وفدية برئاسة سعد. حاول البريطانيون، وكانوا تاريخيا معارضين لسعد، منعه من تأليف وزارة بكل الطرق بما فيها التهديد باستعراض قوة عسكرية. إدعى سعد أسباب صحية لإعلانه عدم تأليف وزارة، «واتفق مع عدلي وثروت على تأليف وزارة إئتلافية يرأسها عدلي وتوزع مقاعدها بين الوفديين والدستوريين».

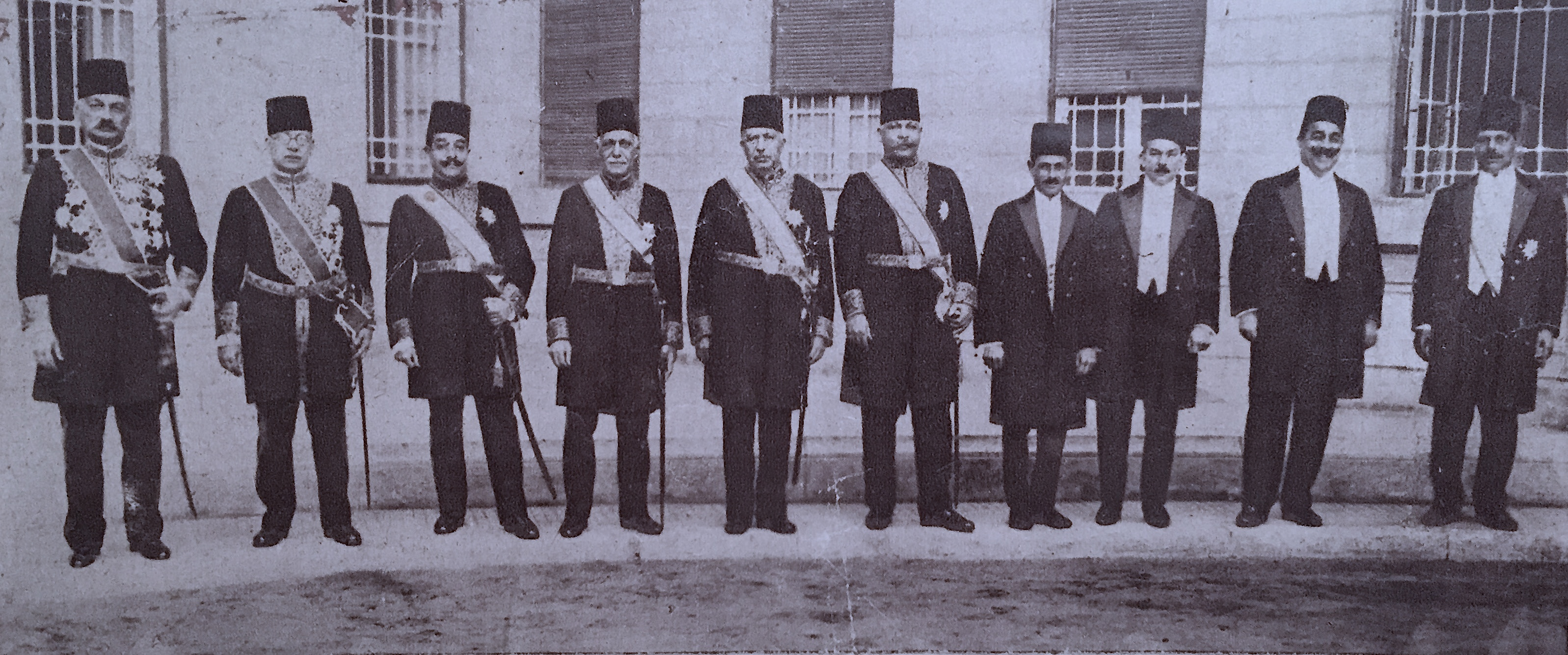
وزارة عدلي الائتلافية. من اليسار عدلي وثروت. (أوائل أبريل 1927)

في 7 يونيو 1926، طلب الملك من عدلي تأليف وزارة، وعيّن ثروت وزيرا للخارجية فيها. كانت هذه هي الأولى من وزارتين أطلق عليهما «وزارات إئتلافية». الحقيقة أنه اسم غريب حيث فاز الوفد بأغلبية مقاعد مجلس النواب، وقد أبـى سعد أن يصف هذه الوزارة بإئتلافية. وبعدها ببضعة أيام إنتخب سعد رئيسا لمجلس النواب. كان هدف الوزارة الأول هو ترسيخ الحكم الدستوري ومعالجة المشاكل الداخلية وتجنب المواجهة مع بريطانيا. بمعنى آخر، كانت «سياسة الحكومة العدلية قد قامت على تمهيد الطريق للمفاوضات الجديدة في المستقبل مع إنجلترا وخلق الجو الذي يكون موافقا للوصول إلى تلك الغاية». وهو ما صرح به ثروت باشا بنفسه في مجلس النواب.
في 18 أبريل 1927، أعلن عدلي فجأة استقالة وزارته متعذرا بنقاش برلماني على مسألة تافهة. كان السبب الحقيقي الضغط المتزايد عليه من متطرفي الوفد الذين كانوا يحاولون دفعه إلى سياسات (متعلقة بالجيش) شديدة التطرف في نظره. حاول سعد بدون جدوى إقناع عدلي بالعدول عن إستقالته. «من قلة ميلهم [سعد زغلول والوفدين المعتدلين] إلى حدوث صراعا داخلي فقد رشحوا ثروت باشا كرئيس وزراء مقبول، بل وافقوا حتى على الشروط التي اعتبرها ثروت مهمة له».

## وزارة ثروت الثانية (1927)
طلب الملك من ثروت تأليف وزارة في 26 أبريل 1927، وقد احتفظ فيها ثروت بوزارة الداخلية لنفسه. وجدت الوزارة نفسها منغمسة في مسألتين غير متوقعتين: ما سمي بأزمة الجيش التي فرضت نفسها على الوزارة بعد أقل من شهر من تأليفها، ومحادثات تشامبرلن الخاصة بالعلاقات بين مصر وبريطانيا التي كانت بدايتها مفاجأة للوزارة.

### أزمة الجيش
بعد أقل من شهر من توليه رئاسة الوزارة، وجد ثروت نفسه في خضم أزمة حادة بين مصر وبريطانيا سميت بأزمة الجيش. تعود جذور هذه الأزمة إلى مقتل السردار عام 1924 وإلى أرادة بريطانية في الحفاظ على سيطرتها على الجيش المصري، وذلك لتأمين مصر الواقعة على طريقها للهند. بدأت الأزمة عندما استغل بعض أعضاء الوفد عرض ميزانية الدولة على مجلس النواب لإبداء مقترحات خاصة بإصلاح الجيش، من خلال اللجنة الحربية، ومنها مقترحات تقلل من سيطرة بريطانيا على الجيش.  وحسب ما كتبه المندوب السامي اللورد لويد: «كنا نواجه جيش مصري، من المحتمل أن يكون أقوى بكثير، وليس بعيدا فقط عن إمكانيتنا السيطرة عليه، بل مشبع، نتيجة الدعاية المكثفة، بالتأثير السياسي لحزب سياسي متطرف [يعنى الوفد]». صحيح أن الجيش المصري كان متعاطفا مع الوفد. بالنسبة للبريطانيين، كانت مقترحات أعضاء الوفد بمثابة تخطي خط احمر، فحاول المندوب السامي اللورد لويد إقناع ثروت برأي بريطانيا في هذا الموضوع.  ولكن رد ثروت جاء في رسالة مؤرخة 24 مايو 1926 أنه من وجهة النظر القانونية، فإن الحكومة المصرية ترى أن الجيش المصري لا يقع تحت التحفظات وأن لمصر مطلق الحرية في التصرف بشأنه.
كان رد بريطانيا سريعا، ففي 31 مايو 1926 «سلم [المندوب السامي] اللورد لويد لثروت باشا مذكرة رسمية تجسد رؤى ومطالب حكومة جلالة الملك». وكانت هناك ستة مطالب، إذا وافق عليها ثروت فتكون النتيجة إحباط المقترحات المرفوعة إلى اللجنة الحربية في مجلس النواب. يتذكر اللورد لويد وهو في انتظار رد ثروت «كنت مضطرا، حيث كانت هناك إمكانية حدوث شغب، أن أطلب إرسال سفينة حربية إلى الإسكندرية كعمل إحتياطي. إن النظر إلى وصول هذه السفينة على أنه تهديد إستنتاج لا محالة له، ولكني لم أكن مستعدا للمخاطرة بالأرواح». جاء رد ثروت في 3 يونيو أوضح فيه أنه متفهم للإنشغالات البريطانية، ووافق على واحدة من المطالب الستة بدون رفض المطالب الخمسة الأخرى صراحة. بينما كان هناك خلافات بين وزارة الخارجية البريطانية والمندوب السامي على كيفية الرد على ثروت، حاول المندوب السامي الضغط على ثروت وسعد. «في يوم 11 يونيو، عرض عليه ثروت باشا حلا للموقف يقوم على أن يرسل إليه اللورد لويد طالبا مزيدا من الإيضاح لما وردت في المذكرة المصرية فيرد عليه ثروت باشا بمذكرة ثانية تنال موافقته وتنتهي بها الأزمة». وذلك هو ما حصل.

### محادثات ثروت – تشامبرلين

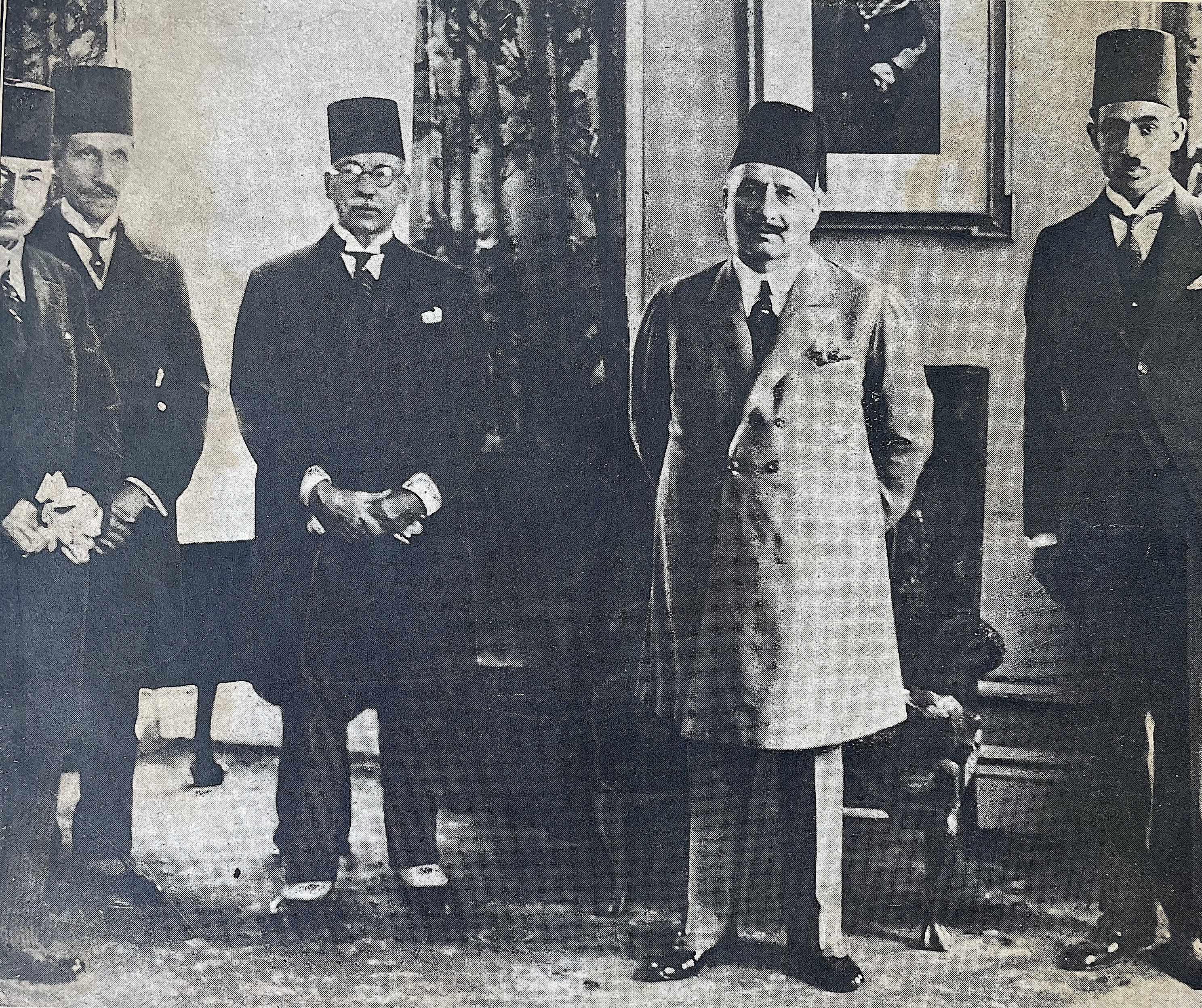
ثروت والملك فؤاد الأول في النادي المصري. لندن 11 يوليو 1927

في يوليو 1927 وجد ثروت نفسه بشكل غير متوقع يتفاوض مع البريطانيين. فبعد حل أزمة الجيش، أصبح مركزه السياسي قوي، وأرادت وزارة الخارجية البريطانية الإستفادة من ذلك لمناقشة معاهدة مع وزارة مصرية معتدلة مما يمكن أن يساعد على تأمين مصالحها. جاءت الفرصة عندما سافر الملك في رحلة رسمية إلى لندن في يوليو 1927، مصطحبا معه ثروت. تكشف الأوراق التاريخية عن وجهات النظر المختلفة التي تبناها كل من وزير الخارجية البريطاني والمندوب السامي تجاه هذه المفاوضات. كان المندوب السامي اللورد لويد يعتقد أنه كان يجب الانتظار فترة قبل البدء في مثل هذه المحادثات، وفي حالة إنعقادها يجب أن يكون ذلك بناء على طلب من الحكومة المصرية. ومع ذلك بدأ وزير الخارجية البريطاني السير أوستن تشامبرلين عملية المفاوضات للإستفادة من الوضع الداخلي القوي لثروت، وفعل ذلك بدون التنسيق مع المندوب السامي. على حد ما كتبه لاحقا اللورد لويد: «لقد كان لدي التأكيد من وزير الخارجية أنه إذا اتضح في أي وقت أن المفاوضات أصبحت ممكنة فإنها سوف تنعقد في مصر وليس في لندن». بالإضافة إلى ذلك لم تكن هذه المفاوضات مخططة مسبقا فيكتب أيضا اللورد لويد : «على الرغم أن وزير الخارجية كانت نيته المسجلة هي عدم التفاوض مع ثروت خلال هذه الرحلة فإن الحقيقة التاريخية هي أن المحادثات بدأت في اليوم التالي ذاته لوصول ثروت وبعدها بيومين - في 15 يوليو - كانت هناك مسودة تفصيلية للمعاهدة، وفي 18 يوليو زار ثروت باشا وزارة الخارجية للمرة الثانية وسلم مسودة معاهدة قد صاغها من جانبه».

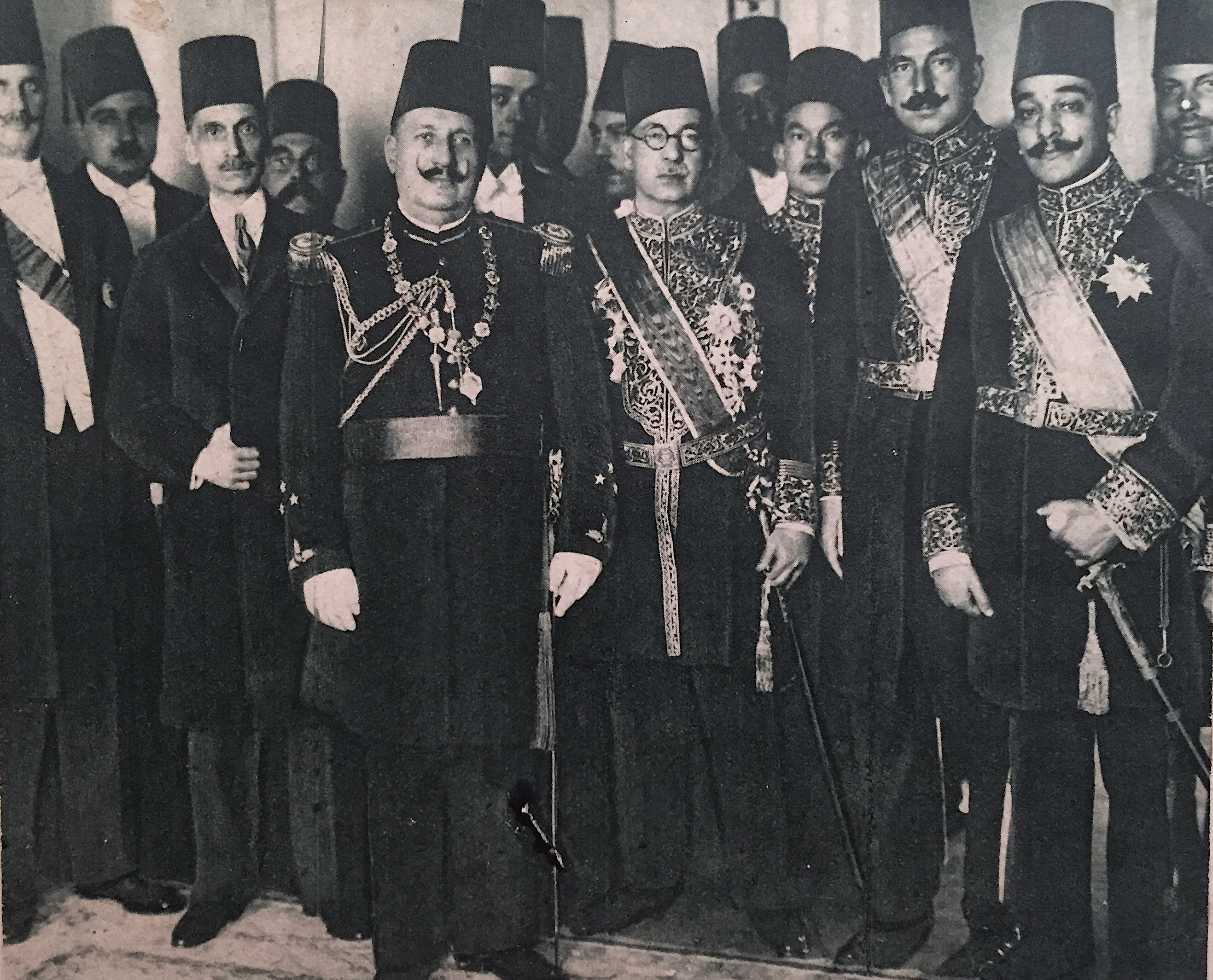
الملك فؤاد الأول، ثروت، الوزراء والأمراء. خريف 1927

كانت نتيجة هذا التحرك من قبل وزير الخارجية البريطاني أنه في أول اجتماع مع ثروت، في 12 يوليو، حدد تشامبرلين المصالح البريطانية في مصر، وتمنى أن يكون من الممكن الوصول إلى إتفاق يحافظ على مصالح كل من بريطانيا ومصر. وإستطرد أن عدم الإتفاق تكون نتيجته الحتمية أن العلاقات المصرية البريطانية ستكون تحت رحمة أي أزمة قد تضطر بريطانيا إلى حلها بالقوة. ثم طلب من ثروت أن يقدم إليه مشروع معاهدة لتسوية العلاقات بين البلدين. «وقد فوجئ ثروت بهذا الطلب، على حد تعبيره إذ لم يكن مستعدا لذلك، ولكن الوزير البريطاني ألح عليه في ذلك، فإضطر إلى موافقته». قدم ثروت لتشامبرلين في 18 يوليو 1927 مشروع المعاهدة بين البلدين، يحتوي على تنازلات عن أماني مصر الوطنية.  برر ثروت هذه التنازلات سلفا: «ولكن مع ذلك كنت أحسب حسابا لما هو قائم في الأذهان في إنجلترا، من عوامل الريبة وعدم الاطمئنان، مما قد يحول دون التحقيق الكامل لتلك المطالب.. لذلك رأيت إنني لا أكون خدمت المصالح المصرية إذا اقتصرت على تقديم دفاع بليغ عن المطالب القومية».

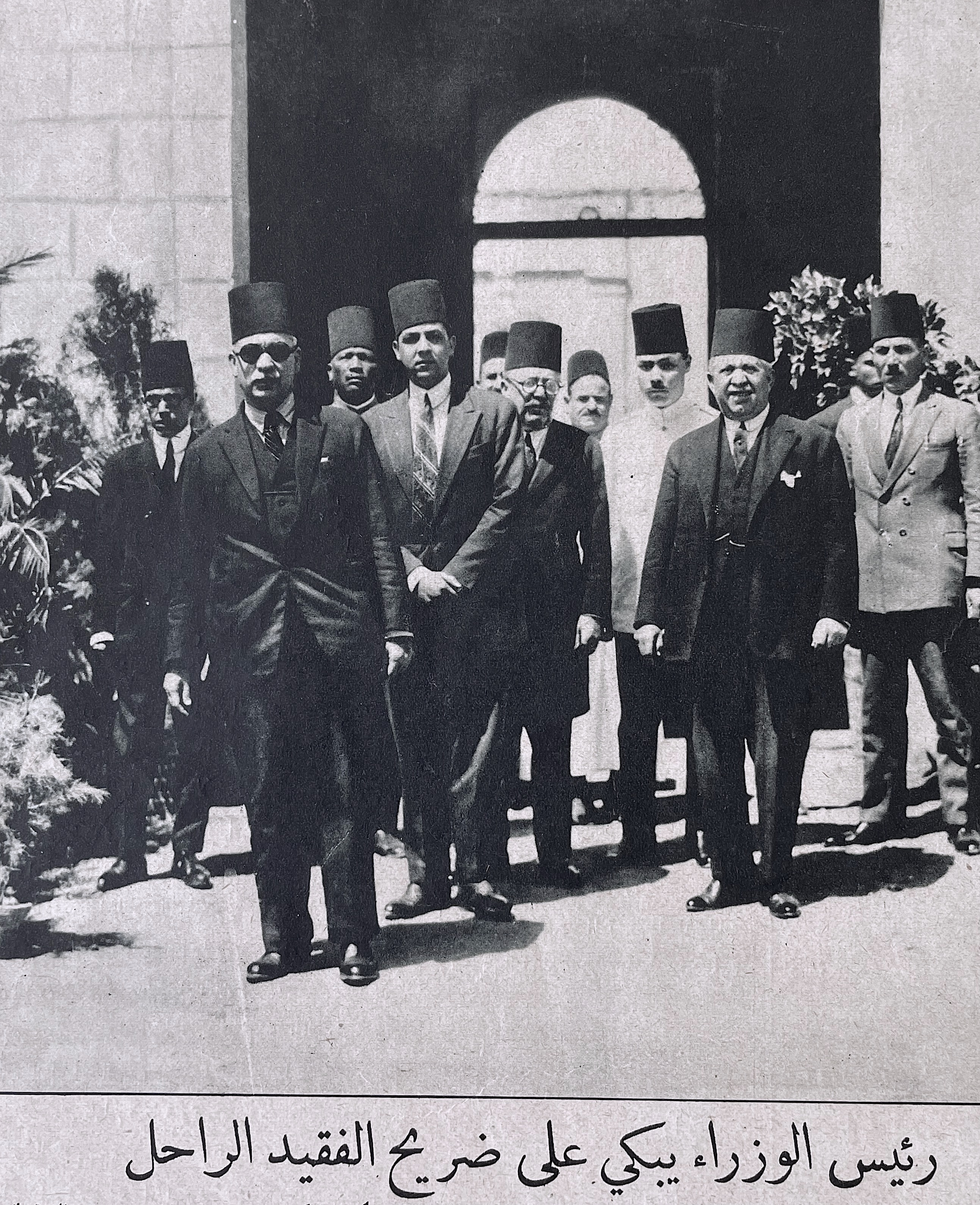

في يوم 23 أغسطس 1927، توفي في مصر سعد زغلول باشا رئيس الوفد وزعيم الأمة. وقد كان سعد حتى وفاته في إتصال دائم مع ثروت بخصوص المحادثات. كان رأي اللورد لويد «أن وفاة سعد تستلزم إيقاف المحادثات حيث أن زغلول كان الشخص الوحيد الذي يكون دعمه لمعاهدة مع إنجلترا ضمانا لقبولها», ورأى أيضا أن نتيجة وفاة سعد ستكون أن حزب الأحرار الدستوريين، الذي يساند ثروت، سيسود. وأن إيقاف المحادثات سيساعد على تحقيق ذلك. ولكن وزارة الخارجية، غير عابثة برأي لويد، أرادت إستمرار المحادثات. ويكتب لويد «ومن الغريب أن هذه الاعتبارات استعملت في لندن لدفع المفاوضات إلى الأمام، على الرغم من إدراك أن إحتمال الوصول إلى معاهدة أصبح بعيدا». ومن الناحية المصرية، لم تؤثر وفاة سعد في عزيمة ثروت على مباشرة المحادثات، «وفي الحقيقة إن المباحثات لم تستمر منذ ذلك الحين إلى تحت إلحاح ثروت الشديد»، الذي رجع إلى لندن في نهاية أكتوبر 1927 لأجل ذلك.
كانت المباحثات عسيرة، وعلى حد قول ثروت: «كنا لا نخطو إلى الأمام إلا بكثير من المشقة والعناء». في 6 فبراير 1928، وعلى الرغم من عدم الوصول إلى إتفاق بين الطرفين، أرسل تشامبرلين إلى ثروت رسالة تهديد يطلب فيها عرض مسودة الإتفاق على الحكومة المصرية لإمضائها، كما أرسل رسالة أخرى مماثلة في 24 فبراير. إضطر ثروت، الذي كان أيضا تحت ضغط من وزرائه ومن مصطفى النحاس، الزعيم الجديد للوفد، أن يعرض مسودة المعاهدة على النحاس في 8 فبراير. عرض النحاس الوثيقة على الوفد الذي قرر رفضها. وفي 4 مارس 1928 رفض مجلس الوزراء بدوره مشروع المعاهدة. أبلغ ثروت في نفس اليوم وزارة الخارجية البريطانية عن طريق المندوب الثاني رفض مصر مشروع المعاهدة، وقدم استقالته إلى الملك.

## وفاته

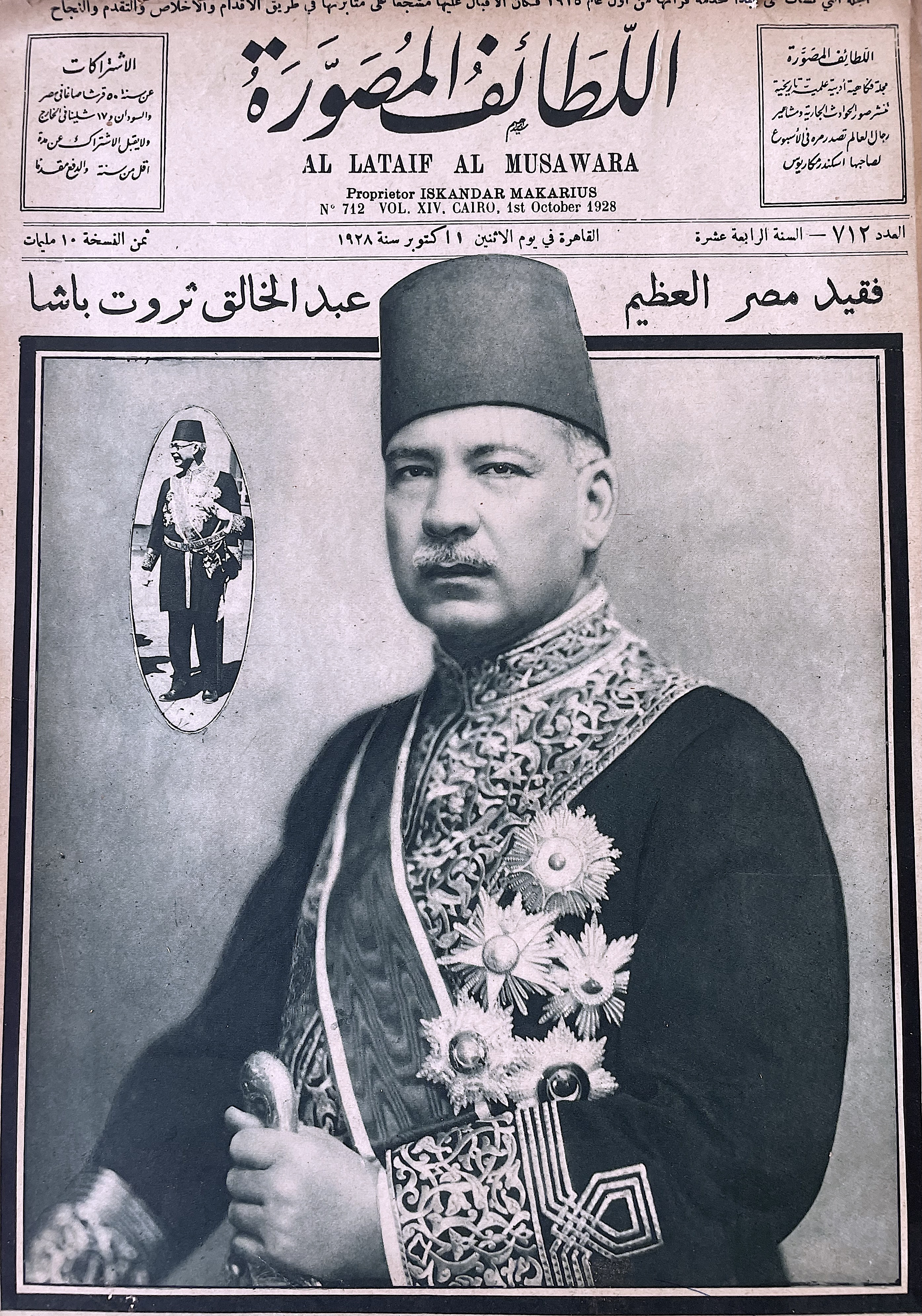
نعي عبد الخالق ثروت باشا

توفي عبد الخالق ثروت باشا في 22 نوفمبر 1928 إثر أزمة قلبية أثناء زيارة شخصية لباريس عن عمر يناهز 55 عاما. كانت زوجته وإبنه مصطفى بصحبته. دُفن ثروت في القاهرة بعد جنازة رسمية بدأت في الإسكندرية حيث وصل جثمانه ونُقل إلى القاهرة بالقطار .

## أسرته
تزوج عبد الخالق ثروت من فاطمة صادق التي توفيت بعده بسنة. أنجب منها أربعة أولاد: إسماعيل (1898-1969) وأحمد (1900-1990) ومصطفى (1902-1960) وعزيز (1903-1983) وفتاتان: عنايات ونعمت.

## ثروت وحزب الأحرار الدستوريين
كان الاتجاه الفكري لحزب الأحرار الدستوريين يميل إلى الليبرالية والعلمانية. إنعكس هذا الاتجاه عمليا في دفاع الحزب عن نظام سياسي دستوري يقوم على أحزاب سياسية. كان الحزب يحتضن الليبرالية الإقتصادية ومن الناحية الإجتماعية يؤمن بإحترام الحريات الشخصية.
نبتت فكرة تكوين الحزب في أغسطس 1921 عندما وصلت مفاوضات عدلي - كرزون مرحلة الأزمة. وفي سبتمبر 1921، عرض بعض مناصري عدلي فكرة تكوين الحزب على ثروت الذي نقلها إلى عدلي. لم يحبذ عدلي الفكرة تخوفا من أن تكون النتيجة إستمرار النزاع بين السعديين والعدليين، ولكنه أيدها بعد يومين«وبرر قناعته بأن المصريين ليسوا مستعدين للثورة، ومن ثم لا بد من انتهاج سياسة سلمية حكيمة وهذه تقتضي عملا متداركا طويل المدى وأموالا طائلة لتنظيم دعاية قوية». تأسس الحزب رسميا في أكتوبر 1922، شهر قبل استقالة وزارة ثروت الأولى. طبقا لبعض الحسابات، «فإن غالبية قيادة حزب الأحرار الدستورين (56.6%) كانوا من طبقة كبار الملاك، بينما كان 30.3% من أعضائه من أفراد الطبقة المتوسطة المدينية».
على الرغم من أن ثروت أعطي الحزب دعما كاملا من طرف حكومته، فإنه لم يصبح في أي وقت عضوا فيه. والواقع أن علاقة ثروت بحزب الأحرار الدستورين كان فيها شيء من التناقض، فمن ناحية، كان ثروت يشارك أعضاء الحزب إقتناعهم بالليبرالية والإعتدال والعمل التدريجي للحصول على استقلال مصر، وكذلك إقتناعهم بالنظام الحزبي الدستوري. على هذا فكان ثروت يساند الحزب والعكس صحيح. ولكن من ناحية أخرى، كان ثروت يريد الإحتفاظ بمسافة بينه وبين الحزب وخاصة بعد استقالة وزارته الأولى عام 1922، ولكنه مع ذلك ظل قريبا من كثير من أعضائه.
عند ترشيح ثروت لإنتخابات رئاسة مجلس النواب في عام 1925 أمام سعد، لم تكن عضويته في المجلس كعضو في حزب الأحرار الدستوريين، إنما كعضو مستقل، زيادة على أنه لم يكن حاصلا على عضوية المجلس إثر انتخابه في الإنتخابات العامة، وإنما تنازل له مصطفى صبري عضو حزب الأحرار الدستورين عن مقعده. ثروت والجامعة المصرية

## ثروت والجامعة المصرية
نبعت فكرة إنشاء الجامعة المصرية من فئات مختلفة. كان عبد الخالق ثروت عضوا في مجلس إدارتها لقرابة 20 عاما. كان الورد كرومر، المندوب السامي في مصر، من أشد مناهضي الفكرة. وقد تأثر تنفيذ الفكرة بالمناخ السياسي السائد في هذه الفترة.

### فكرة إنشاء جامعة مصرية (1906-1894)
من بين الأشخاص الذين تداولوا فكرة إنشاء الجامعة المصرية نجد:
- يعقوب أرتين باشا. أديب مصري من أصل أرمني، شغل منصب وكيل نظارة (وزارة) المعارف لمدة 22 عاما (1884-1906). تطرق أرتين في تقرير كتبه عام 1894 باللغة الفرنسية إلى فكرة أن المدارس العليا المهنية الموجودة آنذاك يمكن أن تكون نواة لجامعة مصرية. صار أرتين في عام 1906 عضوا في أول مجلس إدارة للجامعة المصرية الأهلية.[174]
- جرجي زيدان. أديب ومؤرخ وصحفي من الشام (لبنان). أسس مجلة الهلال سنة 1892. نادى زيدان في الهلال عام 1900 إلى إنشاء «مدرسة كلية مصرية» تشكل نواة للتعليم العالي في مصر، واستطرد في هذه الفكرة بشيء من التفصيل. شارك زيدان من خلال الهلال في المناقشات الصحفية التي انتشرت خلال عام 1906 حول موضوع إنشاء جامعة مصرية.[174]
- مارشال (J.E. Marshall) موظف بريطاني عمل قاضيا في مصر، وكان أيضا قاضيا في محكمة الإستئناف. أستأذن مارشال من كرومر عام 1904 في نشر مقال ينادي بإنشاء جامعة مصرية، ولكنه لم يلقى تأييدا من كورمر الذي أرسل المقال إلى أرتين الذي كان آنذاك يعتقد أن تنفيذ هذه الفكرة يحتاج إلى مدة طويلة. بعد رحيل كرومر من مصر في مايو 1907 لقي مارشال تأييدا لفكرته من الدون جورست، المندوب السامي الجديد في مصر، لكن هذا الأخير لم يوافق على نشر المقال الذي لم ينشر قبل عام 1922. رشح قاسم أمين مارشال ليكون عضوا في مجلس إدارة الجامعة المصرية، ولكن وفاة أمين حال دون حدوث ذلك.[175]
- أحمد فتحي زغلول. كان أخا لسعد زغلول وقاضيا في محاكمات دنشواي. في عام 1906 قابل أحمد زغلول كرومر لإقناعه بفكرة إنشاء جامعة مصرية، ولكن كرومر حثه على التريث في تنفيذ الفكرة.[175]
- الوطنيون: مصطفى كامل، محمد عبده وسعد زغلول. أسس مصطفى كامل جريدة اللواء المناهضة للإحتلال البريطاني في عام 1900، وذلك بتأييد من الخديوي عباس. نادت الجريدة منذ تأسيسها بإنشاء مدرسة كبرى للتعليم الابتدائي والتحضيري. في عام 1904 نادت الجريدة بإنشاء «مدرسة كلية» وبتسميتها مدرسة محمد علي، وفي خلال بضعة شهور إكتتب بعض الأعيان بمبلغ 8000 جنيه لهذا المشروع.[176] لأسباب سياسية، لم يلقى هذا المشروع تأييدا من الخديوي عباس. في عام 1905 حاول محمد عبده وأحمد زغلول الحصول على مبالغ للمشروع من أحمد المنشاوي باشا ومن البريطانيين، ولكن وفاة عبده والمنشاوي حال دون هذا السبيل.[176] في عام 1906 نادى مصطفى كامل في جريدة المؤيد ببدء حملة إكتتاب للمشروع تلاها دخول سعد زغلول بك، الذي كان آنذاك قاضيا، وقاسم أمين بك كمناصرين للمشروع. ودعى سعد 25 شخصا الي اجتماع في منزله لمناقشة كيفية تنفيذ المشروع.[176]

### التخطيط لإنشاء الجامعة المصرية (1906-1908)
كان اجتماع سعد زغلول وأربعة وعشرين آخرين في منزله في 12 أكتوبر 1906 هو بداية مرحلة التخطيط لتأسيس ما سمي «الجامعة المصرية». في هذا الاجتماع، انتخب المجتمعون لجنة تحضيرية مكونة من 11 منهم، فيها سعد زغلول وكيل الرئيس العام وقاسم أمين سكرتير الجنة، وترك انتخاب الرئيس العام إلى الجلسة اللاحقة. اكتتب كل من المجتمعين بمبلغ من المال مجموعه 4485 جنيه، وقرروا جمع إكتابات أخرى. ولهذا أطلق على هذه الجامعة الجامعة المصرية الأهلية. وقد إكتتب خمسة أشخاص آخرين مبلغ المجموعة 1800 جنيه، وتحدث الصحف عن المشروع بإسهاب.
بعدها بأقل من شهرين، في اجتماع 30 نوفمبر، أعلن سعد تنحية عن منصبه في اللجنة بعد أن عُيّن وزيرا للمعارف. حولت اللجنة نفسها إلى لجنة دائمة فيها قاسم أمين نائب رئيس ومحمد فريد بك سكرتير.
انعقد الاجتماع الثالث للجنة في 15 ديسمبر 1909، وتقرر البدء في وضع مشروع لائحة داخلية للجامعة ودعيت الجمعية العمومية للاجتماع في 5 يناير 1907. في جلسة 19 يناير 1907 للجنة أعلن أنها ستكون تحت رعاية الخديوي عباس، وفي اجتماع آخر بعد بضعة أيام، في 9 يناير 1908، أعلن قبول الأمير أحمد فؤاد تولي رئاسة الجامعة وتشكيل لجنة فنية برئاسته لوضع «مشروع أساسي لتنفيذ مشروع الجامعة». كانت اللجنة الفنية مكونة من الرئيس وستة أعضاء من بينهم حسين رشدي باشا وقاسم أمين بك ويعقوب أرتين باشا.

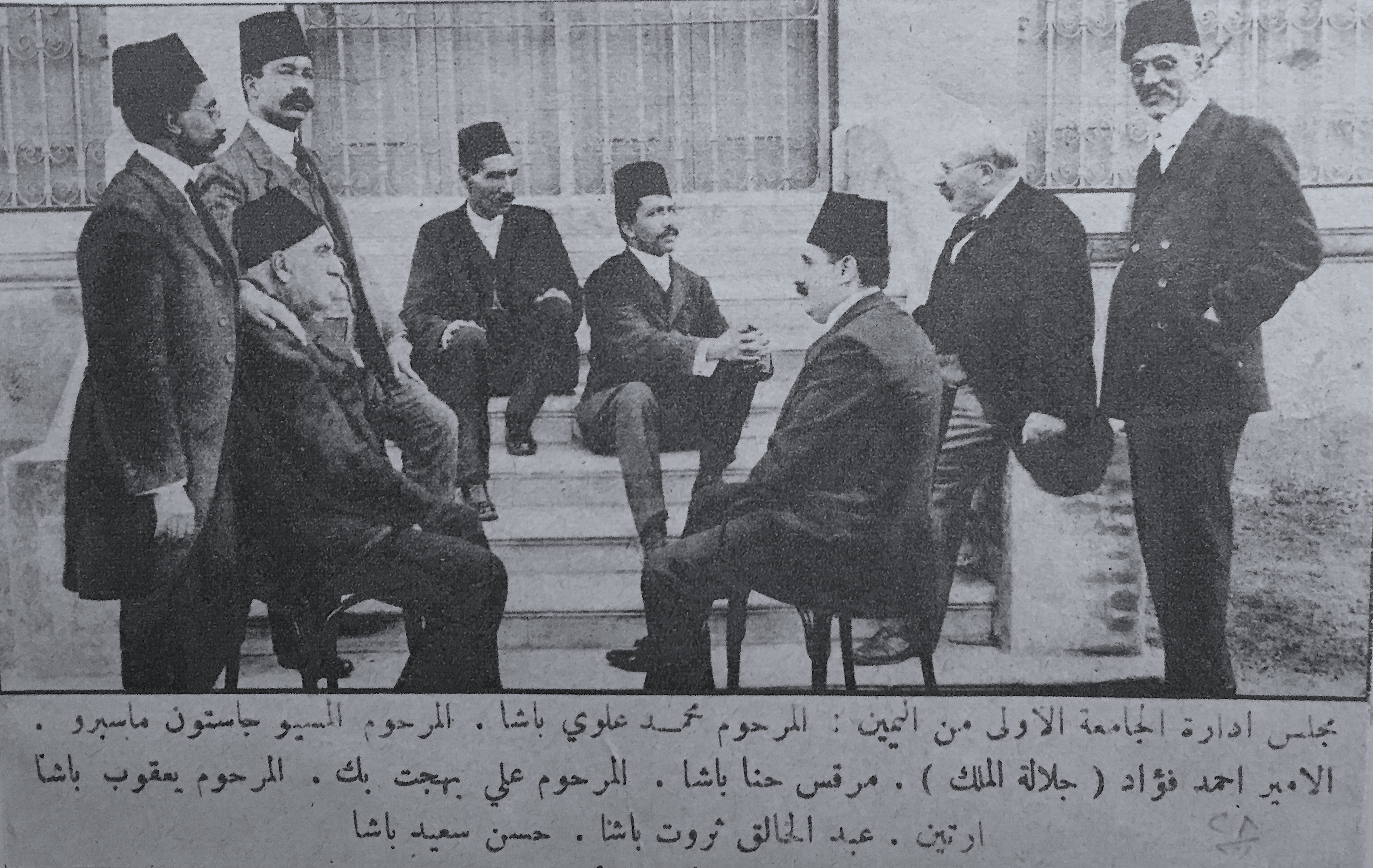
بعض أعضاء أول مجلس إدارة للجامعة المصرية 1908. عبد الخالق ثروت ثاني الواقفين من اليسار. الامير فؤاد (ملك مصر لاحقا) جالس على اليمين في أمام الصورة. يعقوب أرتين باشا الجالس على اليسار.

### تأسيس الجامعة المصرية (الأهلية)  (1908)
يعتبر تكوين اللجنة الفنية برئاسة الأمير أحمد فؤاد واتفاقها على وضع لائحة داخلية للجامعة أول خطوة في تأسيس الجامعة المصرية. بعد إتمام وضع اللائحة الداخلية، انتهت الجنة من كتابة قانون الجامعة وتصديقه من الجمعية العمومية في 20 مايو 1908، والذي ينص على أن «تأسست جمعية لأجل إنشاء وإدارة» جامعة مصرية"" تكون خاضعة للائحة الداخلية التي أرفقت به. ويورد القانون الموارد المالية للجامعة وأعضاء مجلس إدارتها المؤسسين ورئيسه الأمير أحمد فؤاد وأحد وكيليه حسين رشدي باشا ومن أعضائه الخمسة عشر عبد الخالق ثروت. تم إرسال اللائحة مع خطاب إلى ناظر (وزير) الداخلية في 1 يونيو 1908 يطلب إعتبار الجامعة المصرية من الأعمال ذات النفع العام. جاءت الموافقة في 16 يونيو 1908. وبذلك أصبح للجامعة كيان قانوني. قررت وزارة الأوقاف، وكان حسين رشدي من مديريها، تخصيص إعانة سنوية للجامعة مقدارها 5000 جنيه.

### سنوات صعبة ثم اندماج مع الجامعة المصرية الحكومية (1925-1908)
عانت الجامعة المصرية الأهلية منذ تأسيسها من قلة الموارد المالية وعدم الانتظام الأكاديمي وضعف في الريادة. منذ البداية كانت موارد الجامعة المالية ضعيفة، ففي عام 1913 كان دخلها 10,218 جنيه، وهو أقل من ثلث موارد جامعة الأزهر. كانت إعانة إدارة الأوقاف 5000 جنيه أي تقريبا نصف الموارد الكلية. هبطت الإعانة إلى 700 جنيه عام 1916 نتيجة الحرب. من الناحية الأكاديمية كانت الجامعة تعاني من عدم انتظام طلابها وقلة نسبة الطلاب المتقدمين إلى الامتحانات. وكانت معرفة الطلاب للغات الأجنبية ضعيفة. أما من ناحية الإدارة ففي عام 1913 استقال الأمير أحمد فؤاد من منصب رئاسة الجامعة، وأصبح حسين رشدي، وزير الحقانية آنذاك، رئيسا للجامعة ((1916-1913) ثم (1923-1917)) وبعد أن أصبح رئيسا للوزراء، قل انتظام حضوره لجلسات مجلس الإدارة. أدت هذه المشاكل وعدم إمكانية خريجي الجامعة من العمل في الحكومة، لعدم اعترافها بشهادات الجامعة، إلى البحث عن حل لهذه المشاكل.
في عام 1917 بدأت السلطات البريطانية تؤيد فكرة إنشاء جامعة مصرية حكومية. كون عدلي باشا وزير المعارف في حكومة حسين رشدي لجنة لتخطيط إنشاء جامعة مصرية حكومية بعد الموافقة المبدئية للحكومة على هذا المشروع في 20 فبراير 1917. صدر تقرير اللجنة عام 1921. وبعد الاستقلال، تكونت لجنة أخرى في ديسمبر 1923.
قرر مجلس إدارة الجامعة في 21 ديسمبر 1923 ندب حسين رشدي، رئيس الجامعة، لمفاوضة وزارة المعارف في دمج الجامعة المصرية الأهلية إلى الجامعة المصرية الحكومية (تحت الإنشاء). صدر في مارس 1925 مرسوم بقانون بإنشاء الجامعة المصرية وتنظيمها وسن المرسوم دمج الجامعة المصرية الأهلية في الجامعة المصرية الحكومية على أن تعتبر كلية الآداب.

### رحلة عبد الخالق ثروت مع الجامعة المصرية
كان عبد الخالق ثروت من مؤسسي الجامعة المصرية الأهلية حيث كان من أعضاء أول مجلس إدارة لها عند تأسيسها في 20 مايو 1908 (انظر الصورة). ألقى خطبة في حفل افتتاح الجامعة في 21 ديسمبر 1908 عن «أسباب تأسيس الجامعة».
ظلّ ثروت على مجلس إدارة الجامعة لسنين عديدة. نراه وكيلا لها عام 1918. وكان أيضا وكيل الجامعة في 21 ديسمبر 1923 عندما قرر مجلس إدارتها ندب حسين رشدي رئيس الجامعة آنذاك للتفاوض مع وزارة المعارف في دمج الجامعة المصرية الأهلية إلى الجامعة المصرية الحكومية (تحت التأسيس).

## ثروت وطه حسين
يعتبر طه حسين، عميد الأدب العربي، أحد رموز النهضة المصرية ومن أكثر الكتّاب والمفكرين المصريين تأثيرا في القرن العشرين. تعرف ثروت على طه حسين عندما قدمه له أحمد لطفي السيد، أول رئيس للجامعة المصرية (الأهلية). كان ثروت آنذاك وزيرا للحقانية وعضوا في مجلس إدارة الجامعة المصرية (الأهلية). حدث اللقاء بينهما بعد اجتماع لمجلس الجامعة نوقش فيه شكوى قدمها الشيخ محمد المهدي إلى مجلس الجامعة ضد طه حسين بسبب مقال كتبه في بعض الصحف أيده بعض أعضاء المجلس في ذلك الوقت. طلبت الشكوى طرده من بعثة الجامعة في فرنسا. وانتهى الأمر ببقاء طه حسين في البعثة، وكان الفضل في ذلك يرجع إلى لطفي السيد وثروت. كانت هذه الواقعة بداية صداقة بين ثروت وطه حسين دامت إلى وفاة ثروت. كان أساس هذه الصداقة قناعة الشخصين بمبادئ التفكير الليبرالي.
بعد ذلك بمدة، في 23 ديسمبر 1923، عندما وافقت الجامعة المصرية (الأهلية) على إندماجها في الجامعة المصرية (الحكومية) التي كانت تحت الإنشاء، وضع لطفي السيد، الذي كان آنذاك رئيس الجامعة، وكان ثروت عضوا في مجلس إدارتها، شرطا من بين شروط الموافقة على الاندماج هو أن يظل طه حسين أستاذا في الجامعة الجديدة: «...الشروط الآتية:...(٤) أن تحترم تعهدات الجامعة نحو أساتذتها وموظفيها الحاليين. أما فيما يتعلق بالدكتور طه حسين فقد رئي نظرا لحالته الشخصية أن يبقى أستاذ بكلية الآداب»، وقبل الشرط. وقد ألقى ثروت خطبة تقديم طه حسين في أول محاضرة له في جامعة فؤاد الأول.
في عام 1926، تم نشر كتاب «في الشعر الجاهلي» الذي ألفه طه حسين والذي أثار الكثير من الجدل. تصدر الكتاب إهداء من طه حسين إلى ثروت الذي كان عضوا بمجلس إدارة جامعة فؤاد الأول في ذلك الوقت، وكان الإهداء تعبيرا عن الصداقة بين الرجلين، وربما أيضا حسابا سياسيا من طه حسين الذي ربما كان يتوقع ما ستأتي به الأحداث.
| عبد الخالق ثروت | إلى حضرة صاحب الدولة: عبد الخالق ثروت باشا سيدي صاحب الدولة: كنتُ قبل اليوم أكتبُ في السياسة، وكنتُ أجد في ذكرك والإشادة بفضلك، راحة نفس تحب الحق، ورضا ضمير يحب الوفاء. وقد انصرفتُ عن السياسة وفرغتُ للجامعة وإذا أنا أراك في مجلسها كما كنتُ أراك من قبل، قويّ الروح، ذكي القلب، بعيد النظر، موفقا في تأييد المصالح العلمية توفيقك في تأييد المصالح السياسية. فهل تأذن لي أن أقدم إليك هذا الكتاب مع التحية الخالصة والإجلال العظيم؟ طه حسين 22 مارس سنة 1926 م | عبد الخالق ثروت |

كان الكتاب يحتوي على نقطتين مثيرتين للجدل: أولهما، إدعاء أن القرآن الكريم لا يمكن أن يستخدم كمصدر للحقائق التاريخية حيث كتب طه حسين «للتوراة أن تحدثنا عن إبراهيم وإسماعيل، وللقرآن أن يحدثنا عنهما أيضا، ولكن ورود هذين الإسمين في التوراة والقرآن لا يكفي لإثبات وجودهما التاريخي». وثانيهما، هو تشكيك الكتاب في أن يكون الشعر الجاهلي تمثيلا صحيحا للحالة الذهنية والروحية في الجاهلية أو حتى أن يكون الشعر الجاهلي تمثيلا صحيحا للغة العربية في العصر الجاهلي. وقد أدى نشر كتاب إلى مظاهرات وهجوم من بعض أعضاء مجلس النواب على طه حسين والمطالبة برفده من الجامعة، وقدم بلاغ إلى أحد وكلاء النيابة ضد طه حسين.
```
عندما أصبح ثروت وزيرا للخارجية في حكومة عدلي الائتلافية في أبريل 1926، كانت المشكلة قد تفاقمت، فنصح ثروت طه حسين الإبتعاد حتى تهدأ الأمور. فتحت النيابة التحقيق في الأمر بعد إرسال بلاغ إلى النائب العام في 30 مايو 1926 وخطاب من شيخ الأزهر إلى النائب العام في 5 يونيو 1926 وبلاغ آخر. تأخر التحقيق بسبب غياب طه حسين ولم يبدأ قبل 16 أكتوبر 1926 واستمر حتى 30 مارس 1927 وانتهى بحفظ القضية.
[
203
]
 وبعدها بأقل من شهرين أصبح ثروت رئيسا للوزراء والأزمة في أشدها ذروة.
```

كان طه حسين متعاطفا مع حزب الأحرار الدستوريين، لأن الحزب كان يدافع عن الأفكار الليبرالية. ومن ثم تحول الخلاف إلى مواجهة بين الأزهريين وأنصار حزب الوفد من ناحية، وأنصار حزب الأحرار الدستوريين من ناحية أخرى، وكان موقف ثروت معروفا من دعمه حزب الأحرار الدستوريين.
```
وقال طه حسين عن ثروت «وأشهد لقد كانت الخصومة السياسية تشتد بينه وبين البعض حتى تنتهي إلى أقصاها. ولكنه يحفظ لهؤلاء الناس في ناحية من قلبه مودة كريمة خالصة».
[
204
]
```

## أدواره الاجتماعية وتكريمه

### أدواره الاجتماعية
كان له - بالإضافة إلى دوره السياسي والوطني البارز - أدوارا اجتماعية ومشاركة مجتمعية في مناحي عديدة، حيث كان عضوا في أول مجلس إدارة للجامعة المصرية (الأهلية) عند تأسيسها عام 1908، وصار عضوا في مجلس إدارة الجامعة المصرية (الحكومية) بعد تأسيسها واندماج الجامعة الأهلية فيها عام 1923.
كأن ثالث رئيس النادي الأهلي في الفترة من 1916- 1924 ضمن العديد من الشخصيات الكبيرة والبارزة التي تعاقبت على رئاسة النادي.
كما أنه كان خطيبًا مفوهًا لمجموعات معينة كالمحامين والموظفين والمهنيين. وعندما سمعه «سعد زغلول» يتحدث في افتتاح الجامعة، قال «سعد» دون تردد: «إن خطابه أحسن الخطب تلاوة وإلقاء ومعنى وعبارة» ولقد طرب «ثروت» عندما سمع كلام «سعد باشا» عنه.
كما ساهم في نشر العلوم والمعارف، حيث شاعت طباعة الكتب على يديه هو ورجال من أمثال الشيخ محمد عبده بعد أن عرفت مطبعة بولاق، وجاء ذلك في مطلع القرن العشرين. فشارك في طباعة كتاب «المخصص» وهو من كتب التراث النادرة الذي بدأ طبعه بمطبعة بولاق عام 1898م، وتمت الطباعة سنة 1903م أي استغرقت طباعته خمس سنوات.
ولم تكن مشاركة عبد الخالق ثروت باشا في طبع المخصص هي الوحيدة في هذا المجال، بل أشار على دار الكتب المصرية بطبع كتاب النجوم الزاهرة في ملوك مصر والقاهرة لما له من أهمية كبيرة في إبراز تاريخ مصر وحضارتها، ولما كان للأوربيين من اهتمام بالغ به.

### تكريمه
سمي شارع عبد الخالق ثروت في وسط مدينة القاهرة على إسمه. وفي الإسكندرية، توجد محطة ترام تحمل إسمه في الحي الذي كان له منزل فيه. وسمي الشارع الموجود عليه المنزل بشارع ثروت. في الجيزة، الشارع الذي يحد جامعة القاهرة من الشمال وإسمه الآن شارع أحمد زويل، كان شارع ثروت سابقا، وفي آخره جسر علوي بني حديثا يعبر شارع السودان يسمى كوبري ثروت..

## معلومات ملخصة

### تدرجه في المناصب
- عُيّن في قلم قضايا الدائرة السنية، ثم انتقل إلى نظارة الحقانية واستمر يرتقي درج الوظائف القضائية حتى أصبح مستشارًا بمحكمة الاستئناف الأهلية.
- تولى الادعاء ضد المجموعة التي اتهمت باغتيال بطرس غالي باشا سنة 1910.
- اختير وزيرًا للحقانية في وزارات حسين رشدي باشا الأولى والثانية والثالثة والرابعة.
- اختير وزيرًا للداخلية في وزارة عدلي يكن باشا الأولى (16 مارس 1921 -24 ديسمبر 1921).
- شكّل وزارته الأولى (الأول مارس 1922 - 29 نوفمبر 1922)، واحتفظ فيها بوزارتي الداخلية والخارجية.
- تعتبر قمة أعماله السياسية في الوزارة الأخيرة انتزاعه ما عرف بتصريح 28 فبراير 1922 من إنجلترا، وبموجبه اعترفت بمصر دولة مستقلة ذات سيادة مع تحفظات أربعة (إعلان 15 مارس 1922)، وتغير لقب فؤاد من السلطان إلى الملك، ووافقت الحكومة البريطانية على السماح لمصر بإرسال بعثات دبلوماسية للخارج، وقد بدأ ذلك عام 1923، وكانت هذه هي المرة الأولى منذ الفتح العثماني لمصر عام 1517، أن تبعث مصر بسفراء إلى العالم الخارجي.
- عُيّن وزيرًا للخارجية في وزارة عدلي يكن الثانية (7 يونيه 1926 - 21 إبريل 1927).
- شكُل وزارته الثانية الائتلافية في (25 إبريل 1927 - 16 مارس 1928)، واحتفظ بمنصب وزير الداخلية فيها، ولكنه قدم استقالته على أثر رفض مجلس النواب لنتائج مفاوضاته مع تشامبرلين.

### تشكيل وزارته الأولى

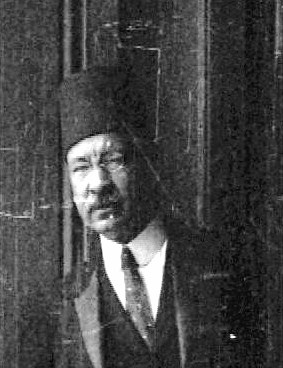
عبد الخالق ثروت

| الوزير            | الوزارة                        |
| ----------------- | ------------------------------ |
| إبراهيم فتحي باشا | وزارة الحربية والبحرية         |
| إسماعيل صدقي باشا | وزارة المالية                  |
| جعفر والي باشا    | وزارة الأوقاف                  |
| حسين وصفي باشا    | وزارة الأشغال العمومية         |
| عبد الخالق ثروت   | وزارة الخارجية، وزارة الداخلية |
| محمد شكري باشا    | وزارة الزراعة                  |
| مصطفى فتحي باشا   | وزارة الحقانية                 |
| مصطفى ماهر باشا   | وزارة المعارف العمومية         |
| واصف سميكة بك     | وزارة المواصلات                |

### تشكيل وزارته الثانية
| الوزير                   | الوزارة                |
| ------------------------ | ---------------------- |
| أحمد أبو السعود باشا     | وزارة الحقانية         |
| أحمد خشبة باشا           | وزارة المواصلات        |
| جعفر والي باشا           | وزارة الحربية والبحرية |
| عبد الخالق ثروت          | وزارة الداخلية         |
| عثمان محرم باشا          | وزارة الأشغال العمومية |
| علي الشمسي               | وزارة المعارف          |
| محمد فتح الله بركات باشا | وزارة الزراعة          |
| محمد نجيب الغرابلي باشا  | وزارة الأوقاف          |
| محمد محمود باشا          | وزارة المالية          |
| مرقص حنا باشا            | وزارة الخارجية         |

### أهم أعماله
- أنشأت في عهده وزارة الخارجية التي ألغيت في عهد الحماية البريطاني عام 1914، وأصبح له حق الاتصال بالحكومات الأجنبية ومقابلة السفراء.
- قام بتشكيل لجنة من كبار رجال مصر، لتضع دستور 1923، وفقًا للنظم السائدة آنذاك.
- قام بتعديل قانون تحقيق الجنايات، وتغيير بعض لوائح المحاكم المختلطة.
- ألغى وظائف المستشارين الإنجليز في الوزارات الحكومية، باستثناء مستشاري المالية والحقانية، وقصر مهمتهما على إبداء الرأي والمشورة.
- أبطل حضور المستشار المالي الإنجليزي جلسات مجلس الوزراء.
- قام بمراحل المفاوضات في شأن جلاء الإنجليز عن مصر (مفاوضات سنة 1927- 1928 أو مفاوضات ثروت وتشامبرلين) .

## إستشهادات وملاحظات
1. 1 2  المُعرِّف متعدِد الأوجه لمصطلح الموضوع | ʻAbd al-Khāliq Tharwat، QID:Q3294867
2. ↑  "معلومات عن عبد الخالق ثروت على موقع id.worldcat.org". id.worldcat.org. مؤرشف من الأصل في 2019-08-09.
3. ↑  "معلومات عن عبد الخالق ثروت على موقع britannica.com". britannica.com. مؤرشف من الأصل في 2016-08-09.
4. ↑  "معلومات عن عبد الخالق ثروت على موقع viaf.org". viaf.org. مؤرشف من الأصل في 14 أبريل 2020. اطلع عليه بتاريخ أغسطس 2020. {{استشهاد ويب}}: تحقق من التاريخ في: |تاريخ الوصول= (مساعدة) وتجاهل المحلل النص "vtls000874000" (مساعدة)
5. ↑  البرمى، ٬حمد. "المصري اليوم: قصة حي درب الجماميز". المصري اليوم. مؤرشف من الأصل في 2018-06-29. اطلع عليه بتاريخ 2022-01-28.
6. ↑  "أخبار اليوم | "درب الجماميز" من حي الامراء إلى مقلب زبالة". أخبار اليوم. مؤرشف من الأصل في 2022-01-28. اطلع عليه بتاريخ 2022-01-28.
7. 1 2  المليجي (1989). ص 29
8. 1 2  المليجي (1989). ص 30
9. ↑  تأسست في عام 1893 تحت اسم مدرسة الإدارة واللغات، وأصبحت في عام 1886 مدرسة الحقوق الخديوية، ثم أصبحت جزءا أن من الجامعة المصرية (الأهلية) عند تأسيسها عام 1908، والتي اندمجت في الجامعة المصرية (الحكومية) التي تأسست عام 1925، وأصبحت لاحقا جامعة فؤاد الأول، وبعدها جامعة القاهرة.
10. ↑  كان مدير المدرسة الخديوية فرنسيا يدعى شارل تستو، إدارها منذ عام 1891، كانت الفرنسية لغة التدريس في المدرسة.
11. 1 2  المليجي (1989). ص 40
12. ↑  المليجي (1989). ص 39
13. 1 2  المليجي (1989). ص 41
14. ↑  ص ٢٥٣ (Vatikiotis (1985
15. ↑  كان سعد وزيرا للحقانية قبل الحرب ووكيلا للجنة التشريعية وكان معروفا عنه أنه إداري كفء
16. 1 2  الرافعي (1-1987). ص 115 عن محضر الاجتماع.
17. ↑  من الملاحظ والهام لما سيأتي من أحداث أن سعد وافق على وجود قوات بريطانية على أرض مصر، إن دعت الحاجة .
18. 1 2  الرافعي (1-1987). ص 118
19. ↑  كان رشدي هو الآخر يسعى بالاتفاق مع السلطان إلى تغيير وضع مصر بطريقة مرضية للسلطان.
20. ↑  الرافعي (1-1987). ص 119
21. ↑  الرافعي (1-1987). ص 125
22. ↑  ص ٢٦٣ (Vatikiotis (1985
23. ↑  هيكل (2014). ص 143
24. ↑  هيكل (2014). ص 144
25. ↑  ص ٢٦٤ (Vatikiotis (1985
26. ↑  الرافعي (1-1987). ص 262
27. ↑  إجتمع اللنبي فور وصوله ببعض الوفد و بعض أعضاء الحكومة المستقيلة
28. ↑  رمضان (1-1998). ص 198
29. ↑  رمضان (1-1998). ص 200 ,201
30. ↑  .(Lloyd (1970 ص 11. مترجم من الإنجليزية
31. ↑  (Lloyd (1970 ص 14. مترجم من الإنجليزية
32. ↑  كان رشدي قد أوضح للجنة إن الاحتفاظ بالحماية طريق مسدود وغير مقبول لأي سياسي مصري (رمضان (1-1998). ص 241)
33. ↑  رمضان (1-1998). ص 241
34. 1 2 3 4  رمضان (1-1998). ص 247
35. ↑  رمضان (1-1998). ص 248
36. ↑  رمضان (1-1998). ص 256
37. ↑  نوى قبلها على دعوة سعد مع بعض أعضاء الوفد
38. ↑  رمضان (1-1998). ص 259
39. ↑  رمضان (1-1998). ص 292
40. ↑  رمضان (1-1998). ص 293-294
41. ↑  الرافعي (1-1987). ص 483
42. ↑  الرافعي (1-1987). ص 485
43. ↑  الرافعي (1-1987). ص 505
44. ↑  الرافعي (1-1987). ص 509-535
45. ↑  رمضان (1-1998). ص 301-307
46. ↑  رمضان (1-1998). ص 303
47. ↑  Lloyd (1970). p.36
48. ↑  F.O. Dispatch: Lord Curzon to Lord Allenby, 22 February 1921 Quoted in Lloyd (1970), p.37ترجمت من الإنجليزية
49. ↑  رمضان (1-1998). ص 310
50. ↑  لم يكن السلطان يحبذ تعيين عدلي رئيسا للوزراء حيث كان هدف عدلي هو وضع دستور. إنما كان يفضل تعيين عدلي مفوضا من داخل الحكومة الموجودة التي كانت برئاسة نسيم باشا ولكن عدلي رفض لعدم ثقته في نسيم. بالإضافة ان عدلي كان أيضا المفاوض  المفضل لدي البريطانيين. رمضان (1-1998). ص 312. الرافعي (1-1987). ص 552-553
51. ↑  رمضان (1-1998). ص 320-321
52. ↑  كان عدلي يعلم أن الوفد لن يسحب الثقة من الوزارة حيث كانت أغلبية الوفد تسانده. رمضان (1-1998). ص 322
53. 1 2  الرافعي (2-1987). ص 21
54. ↑  رمضان (1-1998) 323
55. ↑  الرافعي (2-1987). ص 23
56. ↑  رمضان (1-1998) ص 324
57. ↑  الرافعي (2-1987). ص 31
58. ↑  (Lloyd (1970. ص 43
59. ↑  Lloyd (1970) ص 48
60. ↑  المليجي (1989). ص 47
61. ↑  رمضان (1-1998). ص 340
62. ↑  كانت زيارات سعد للإقليم ناجحة, ولكن ثروت لم يوصل هذه الأنباء إلى عدلي خوفا من التأثير السلبي على مهمته. المليجي (1989). ص 48
63. ↑  (Lloyd (1970. ص 48
64. ↑  هؤلاء الأعضاء وغيرهم إنتهوا بإصدار بيان بأن الوزارة لا تمثل الشعب المصري و أن الطريقة الوحيدة إلى الوصول إلى معاهدة مقبولة من المصريين هو إلغاء الأحكام العرفية وبعدها انتخاب جمعية وطنية تقوم بدورها بإنتخاب وفد من بعد إلغاء الأحكام العرفية
65. ↑  المليجي (1989). ص 49
66. ↑  الرافعي (2-1987). ص 35
67. ↑  (Lloyd (1970. ص 51
68. ↑  رمضان (1-1998). ص 348
69. ↑  رمضان (1-1998). ص 349
70. ↑  الرافعي (2-1987). ص 38
71. 1 2  الرافعي (2-1987). ص 45
72. ↑  الرافعي (2-1987). ص 46
73. ↑  الرافعي (2-1987). ص 47
74. ↑  الرافعي (2-1987). ص 48
75. ↑  الرافعي (2-1987). ص 49-56
76. ↑  الرافعي (2-1987). ص 57
77. ↑  (Lloyd (1970. ص 53
78. ↑  (Lloyd (1970. ص 54
79. ↑  (Lloyd (1970. ص 56. مترجم من الإنجليزية.
80. ↑  F.O. despatch, Lord Allenby to Lord Curzon, 12 January 1922, cited in Lloyd (1970), p.56 مترجم من الإنجليزية.
81. ↑  F.O. despatch, Lord Allenby to Lord Curzon, 25 January, 1922, Quoted in Lloyd (1970), p.58مترجم من الإنجليزية
82. ↑  الرافعي (2-1987). ص 78-79
83. ↑  الرافعي (2-1987). ص 82
84. ↑  (Lloyd (1970. ص 66
85. ↑  الرافعي (2-1987). ص 85
86. ↑  رمضان (1-1998). ص 372
87. ↑  رمضان (1-1998). ص 372، من محضر اللجنة.
88. ↑  رمضان (1-1998). ص 375
89. 1 2 3  الرافعي (2-1987). ص 97
90. 1 2  رمضان (1-1998). ص 377
91. 1 2  (Lloyd (1970. ص 70. مترجم من الإنجليزية.
92. ↑  الرافعي (2-1987). ص 87
93. 1 2  الرافعي (2-1987). ص 88
94. ↑  (1970) Lloyd. ص 88. مترجم من الإنجليزية.
95. ↑  الرافعي (2-1987). ص 90
96. ↑  رمضان (1-1998). ص 364
97. ↑  إرجع إلى إجتماع سعد مع اللورد ونجيت في نوفمبر 1918
98. ↑  الشلق (1982). ص 14-15
99. ↑  الشلق (1982). ص 50
100. ↑  كان نسيم باشا متزوجا من حفيدة الخديوي إسماعيل
101. ↑  رمضان (1-1998). ص 380-381
102. 1 2  (Lloyd (1970. ص 72. مترجم من الإنجليزية.
103. ↑  رمضان (1-1998). ص 381
104. ↑  الرافعي (2-1987). ص 117
105. ↑  الرافعي (2-1987). ص 118
106. ↑  نذكر أن "ثروت باشا كان متفاهما لإدعاء بريطانيا أن الإشارة إلى السودان ستكون في غير محلها تماما في الدستور المصري" (Lloyd (1970. ص 72. مترجم من الإنجليزية.
107. 1 2  الرافعي (2-1987). ص 130
108. ↑  طلب الملك من عدلي تأليف وزارة، و واشترط عدلى أن يوافق سعد على ذلك. إعترض سعد بشدة على تولي عدلي الوزارة وأصدر نداء "حث فيه المصريين على تقوية صفوفهم وشد عزائمهم ومثابرتهم على الجهاد" وتلا ذلك موجة من العنف (رمضان (1-1998). ص 387-388)
109. ↑  الرافعي (2-1987). ص 129
110. ↑  رمضان (1-1998). ص 391
111. 1 2  الرافعي (2-1987). ص 144
112. ↑  الرافعي (2-1987). ص 154
113. ↑  الرافعي (2-1987). ص 172
114. ↑  الرافعي (2-1987). ص 177
115. ↑  حثّ بعض أعضاء الوفد سعد على عدم قبول رئاسة الوزارة، حيث قبولها يعتبر في نظرهم موافقة ضمنية على تصريح فبراير 1922 الذي اعترض عليه الحزب. الرافعي (2-1987). ص 174
116. ↑  الرافعي (2-1987). ص 223
117. ↑  في البداية كانت العلاقة ما بين سعد وماكدونالدز علاقة طيبة أدت إلى إطلاق صراح بعض المسؤولين السياسيين التي تم القبض عليهم خلال ثورة 1919. رمضان (2-1998). ص 425
118. ↑  الرافعي (2-1987). ص 226-227
119. ↑  الرافعي (2-1987). ص 228-230
120. ↑  كان رئيس وزراء بريطانيا في ذلك الوقت هو ستانلي بلدوين، حيث خسر رامزي ماكدونالدز الإنتخابات لصالح المحافظين في 4 نوفمبر 1924. كان أوستن تشامبرلين، الذي سيتفاوض لاحقا مع ثروت، عضوا في هذه الوزارة.
121. ↑  الرافعي (2-1987). ص 233-235
122. ↑  الرافعي (2-1987). ص 241
123. ↑  الرافعي (2-1987). ص 249
124. ↑  الرافعي (2-1987). ص 263
125. ↑  إضافة إلى ذلك نص المرسوم على أن لا تكون الانتخابات مباشرة بل غير مباشرة على درجتين طبقا لأحكام قانون انتخابات قديم
126. 1 2  الرافعي (2-1987). ص 270
127. ↑  لم يكن ثروت عضوا ممثلا لحزب الأحرار الدستورين في مجلس النواب وإنما كانا عضوا مستقلا، وبالإضافه إلى ذلك، لم يكن منتخبا كعضو للمجلس وإنما تنازل احد الأعضاء وهو مصطفى صبري عن مقعده لثروت
128. ↑  الرافعي (2-1987). ص 273
129. ↑  الرافعي (2-1987). ص 274
130. ↑  رمضان (2-1998). ص 581
131. ↑  رمضان (2-1998). ص 594
132. ↑  رمضان (2-1998). ص 595
133. ↑  الرافعي (2-1987). ص 313
134. ↑  الرافعي (2-1987). ص 316
135. ↑  الرافعي (2-1987). ص 317. رمضان (2-1998). ص 607
136. ↑  الرافعي (2-1987). ص 320
137. ↑  رمضان (2-1998). ص 613
138. ↑  الرافعي (2-1987). ص 326
139. ↑  رمضان (2-1998). ص 615
140. ↑  الرافعي (2-1987). ص 328.
141. ↑  رمضان (2-1998). ص 616
142. ↑  (Lloyd (1970. ص 199
143. ↑  رمضان (2-1998). ص 625
144. ↑  Lloyd (1970. ص 200. مترجم من الإنجليزية.
145. ↑  رمضان (2-1998). ص 623
146. ↑  كان هذا هو نفس الموضوع الذي إستقال بسببه عدلي قبل بضعة أشهر
147. ↑  رمضان (2-1998). ص 627
148. 1 2  (Lloyd (1970. ص 200. مترجم من الإنجليزية.
149. ↑  رمضان (2-1998). ص 630
150. ↑  كان الملك يريد السفر بدون مرافق ولكن ثروت إعترض على أساس أن ذلك سيكون غير دستوري. وقد حظى ثروت بدعم سعد، الذي هدد، بصفته رئيس مجلس النواب، بعدم موافقة المجلس على ميزانية سفر الملك. فتنازل الملك عن موقفه. الرافعي (2-1987). ص 342
151. ↑  (Lloyd (1970. ص 224
152. ↑  (Lloyd (1970. ص 227. مترجم من الإنجليزية.
153. ↑  (Lloyd (1970. ص 228. مترجم من الإنجليزية.
154. ↑  رمضان (2-1998). ص 631
155. 1 2  رمضان (2-1998). ص 632
156. ↑  مأخوذة من قانون رقم ٨٠.. الخ، ملحق ٦ وثائق سياسية خاصة بالمحادثات التي دارت بين حضرة صاحب الدولة عبد الخالق ثروت باشا رئيس مجلس الوزراء، وحضره صاحب السعادة السير أوستن تشامبرلين وزير خارجية بريطانيا العظمى صفحة ٣٩٩. (رمضان (2-1998). ص 632)
157. ↑  الرافعي (2-1987). ص 344
158. ↑  ديب (2009). ص 103
159. ↑  (Lloyd (1970. ص 231. مترجم من الإنجليزية.
160. ↑  (Lloyd (1970. ص 232. مترجم من الإنجليزية.
161. 1 2  رمضان (2-1998). ص 644
162. ↑  رمضان (2-1998). ص 645-646
163. ↑  كان مصطفى النحاس متطرفا. رمضان (2-1998). ص 642
164. ↑  رمضان (2-1998). ص 646
165. ↑  هيكل (2014). ص 137
166. ↑  إبنة أحمد صادق باشا
167. ↑  المراجع تذكر اسم زوجها فاطمة هانم ولكن "هانم" ليس إسم عائلتها وإنما نوع من اللقب مثل "بك". وكان اسمها فاطمة صادق.
168. ↑  الشلق (1982). ص 477-499
169. ↑  الشلق (1982). ص 491
170. ↑  الشلق (1982). ص 48
171. ↑  ديب (2009). ص 65
172. ↑  إعترف ثروت بهذا إلى المندوب السامي.الشلق (1982). ص 53 ٠

F.O. 407/195 Enc. in No.30 Remarks by Sarwat 9/9/1922.
173. 1 2 3  المليجي (1989). ص 157
174. 1 2  (Reid (1990. ص 23
175. 1 2  (Reid (1990. ص 19
176. 1 2 3  (Reid (1990. ص 25
177. ↑  بدير (1950). ص 6
178. ↑  بدير (1950). ص 7
179. ↑  بدير (1950). ص 12
180. ↑  بدير (1950). ص 11
181. ↑  بدير (1950). ص 19
182. 1 2  بدير (1950). ص 22
183. ↑  بدير (1950). ص 24
184. ↑  بدير (1950). ص 25
185. ↑  بدير (1950). ص 39
186. 1 2  بدير (1950). ص 60
187. 1 2  بدير (1950). ص 61
188. 1 2  (Reid (1990. ص 62
189. ↑  (Reid (1990. ص 61
190. ↑  (Reid (1990. ص 75
191. ↑  (Reid (1990. ص 76
192. 1 2  بدير (1950). ص 308-307
193. 1 2 3  أنشئت الجامعة المصرية (الحكومية) رسميا بمرسوم ملكي في 11 مارس 1925، وتم الاحتفال بوضع الحجر الأساسي لها في 7 فبراير 1928، ما تغير اسمها إلى جامعة فؤاد الأول في 23 مايو 1940 ثم إلى جامعة القاهرة في 28 سبتمبر 1953. https://cu.edu.eg/ar/page.php?pg=contentFront/SubSectionData.php&SubSectionId=222

السيد (2013). الفصل 13، ص 117 نسخة محفوظة 29 مارس 2022 على موقع واي باك مشين.
194. ↑  بدير (1950). ص 76
195. ↑  بدير (1950). ص 73
196. ↑  بدير (1950). ص 301
197. ↑  المليجي (1989). ص 37
198. ↑  كان طه حسين آنذاك أستاذ اللغة العربية في الجامعة المصرية (الأهلية).
199. ↑  محضر جلسة مجلس إدارة الجامعة في 12 ديسمبر 1923.

السيد (2013). الفصل 13، ص 114
200. 1 2 3  عصفور(1996).
201. ↑  حسين (1998).
202. ↑  حسين (1998). ص 38
203. ↑  شلبي (1972). الكتاب مرجع المحاكمة.
204. ↑  المليجي (1989). ص 36
205. ↑  "نشأة الجامعة وتطورها". موقع جامعة القاهرة. مؤرشف من الأصل في 2022-03-29. اطلع عليه بتاريخ 2022-04-03.
206. ↑  https://www.alahlyegypt.com/en/club/presidents نسخة محفوظة 2022-01-25 على موقع واي باك مشين.